# Liste der Singles in den Billboard-Charts (1945)
Die Liste der Billboard-Chartsongs (1945) ist eine vollständige Liste der Songs, die sich im Kalenderjahr 1945 in den von Billboard veröffentlichten Charts der USA platzieren konnten.
Bei der Aufstellung ist zu beachten, dass sich in den Billboard-Charts A- und B-Seite eines Tonträgers auch einzeln platzieren konnten; in diesem Fall werden sie in dieser Liste entsprechend separat aufgeführt. Die Angaben zur Anzahl der Wochen sowie der Bestplatzierung entsprechen dem Zeitrahmen des jeweiligen Kalenderjahres und bilden somit nur eine Teilstatistik ab. In diesem Jahr platzierten sich insgesamt 203 Songs.

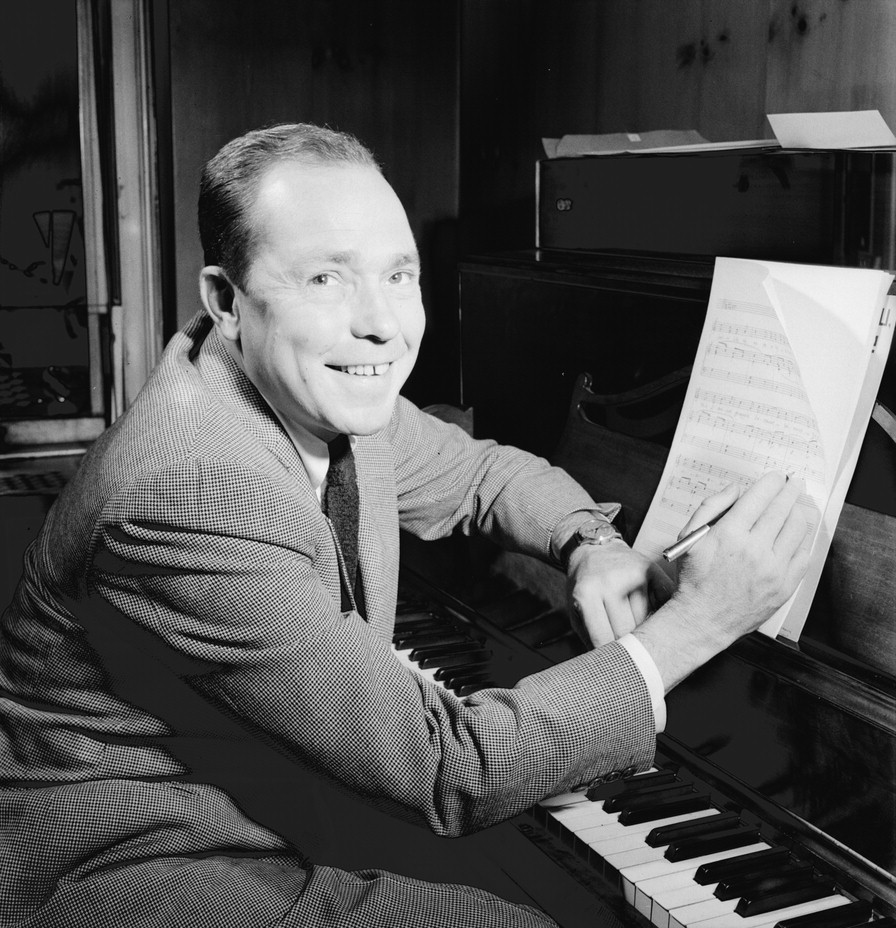
Johnny Mercer, ca. 1947.
Fotografie von William P. Gottlieb.

Am 15. Dezember 1944 wurde Glenn Miller getötet, als sein Flugzeug auf dem Weg zu einer USO-Show in Frankreich in den Ärmelkanal stürzte. Sein Tod gilt allgemein als das Ende der Swing-Ära. Anfang 1945 war das Musikgeschäft trotz der kriegsbedingt von der Regierung auferlegten Papierknappheit immer noch hoch profitabel. Nach dem Krieg machten eine Kombination von Faktoren wie demografische Veränderungen und die rasche Inflation große Bands unrentabel, so dass die Popmusik in den USA von traditionellen Pop- und Schlagersängern sowie von Bebop- und Jump-Blues-Bands dominiert wurde, zu nennen sind Salt Peanuts von Dizzy Gillespie bzw. The Honeydripper von Joe Liggins, Caldonia von Louis Jordan und Who Threw the Whiskey in the Well von Lucky Millinder and His Orchestra mit Wynonie Harris als Sänger.
Für die Musikindustrie brachte dann der Beginn der Nachkriegszeit die unbekannten Auswirkungen des Fernsehens und der neuen Aufnahmen mit sich. Die Veränderungen im Publikumsgeschmack führten zum Ende zahlreicher Big Bands in den 1940er-Jahren. Nicht mehr die großen Orchester der Dorsey-Brüder, Benny Goodman, Harry James oder Artie Shaw waren die Chart-Gewinner, sondern Vokalisten wie Bing Crosby mit „Don’t Fence Me In“ (zusammen mit den Andrew Sisters), die wiederum mit „Rum and Coca Cola“ erfolgreich waren, des Weiteren Doris Day („Sentimental Journey“), Johnny Mercer & The Pied Pipers („On the Atchison, Topeka and Santa Fe“), Perry Como („’Till the End of Time“), Sammy Kaye („Chickery Chick“), Doris Day & Les Brown („My Dreams Are Getting Better All The Time“) sowie Helen Forrest und Dick Haymes im Duett mit „I’ll Buy That Dream“. 1945 veröffentlichte Billboard erstmals eine Album-Chart.

## Tabelle
| Interpret                                                                                         | Titel Autor(en) | Charteinstieg         | Wochen | HP | Labelnummer      | Bemerkungen |
| ------------------------------------------------------------------------------------------------- | --- | --------------------- | ------ | -- | ---------------- | --- |
| The Andrews Sisters with Vic Schoen & his Orchestra                                               | Rum and Coca-Cola Morey Amsterdam                                                                                             | 13.01.1945            | 16     | 1  | Decca 18 636     | Der Text für die Andrews Sisters-Version von „Rum and Coca-Cola“ wurde gegenüber der Originalversion von 1942 erheblich geändert. |
| The Andrews Sisters with Vic Schoen & his Orchestra                                               | Rum and Coca-Cola Morey Amsterdam                                                                                             | 13.01.1945 (Juke Box) | 19     | 1  | Decca 18 636     | Der Text für die Andrews Sisters-Version von „Rum and Coca-Cola“ wurde gegenüber der Originalversion von 1942 erheblich geändert. |
| The Andrews Sisters with Vic Schoen & his Orchestra                                               | Rum and Coca-Cola Morey Amsterdam                                                                                             | 27.01.1945 (Air)      | 11     | 2  | Decca 18 636     | Der Text für die Andrews Sisters-Version von „Rum and Coca-Cola“ wurde gegenüber der Originalversion von 1942 erheblich geändert. |
| The Andrews Sisters with Vic Schoen & his Orchestra                                               | The Blond Sailor Jakob Pfeil, Mitchell Parish, Bell Leib                                                                      | 20.10.1945 (Juke Box) | 5      | 8  | Decca 18 700     | |
| The Benny Goodman Quintet, Vocal Chorus by Peggy Mann                                             | Ev'ry Time We Say Goodbye (from "Seven Lively Arts") Cole Porter                                                              | 31.03.1945 (Air)      | 1      | 12 | Columbia 36 767  | Version des Stückes aus dem von Billy Rose produzierten Broadway-Musical Seven Lively Arts (1944). |
| Phil Brito with Paul Lavalle & his Orchestra                                                      | I Don't Want to Love You (Like I Do) Henry Prichard                                                                           | 27.01.1945 (Air)      | 1      | 14 | Musicraft 15 018 | |
| Les Brown and his Orchestra, Vocal Chorus by Doris Day                                            | My Dreams Are Getting Better All the Time (From “In Society”) Mann Curtis, Vic Mizzy                                          | 24.03.1945            | 12     | 1  | Columbia 36 779  | Version des Stückes aus der Universal-Produktion In Society (1944, Regie Jean Yarbrough und Erle C. Kenton), in dem der Song von Marion Hutton vorgestellt wird. |
| Les Brown and his Orchestra, Vocal Chorus by Doris Day                                            | My Dreams Are Getting Better All the Time (From “In Society”) Mann Curtis, Vic Mizzy                                          | 24.03.1945 (Juke Box) | 15     | 1  | Columbia 36 779  | Version des Stückes aus der Universal-Produktion In Society (1944, Regie Jean Yarbrough und Erle C. Kenton), in dem der Song von Marion Hutton vorgestellt wird. |
| Les Brown and his Orchestra, Vocal Chorus by Doris Day                                            | My Dreams Are Getting Better All the Time (From “In Society”) Mann Curtis, Vic Mizzy                                          | 24.03.1945 (Air)      | 13     | 1  | Columbia 36 779  | Version des Stückes aus der Universal-Produktion In Society (1944, Regie Jean Yarbrough und Erle C. Kenton), in dem der Song von Marion Hutton vorgestellt wird. |
| Les Brown and his Orchestra, Vocal Chorus by Doris Day                                            | Sentimental Journey Bud Green, Les Brown, Ben Homer                                                                           | 07.04.1945            | 23     | 1  | Columbia 36 769  | Sentimental Journey wurde in den Vereinigten Staaten eine inoffizielle, oft gespielte Empfangshymne für heimkehrende Soldaten. |
| Les Brown and his Orchestra, Vocal Chorus by Doris Day                                            | Sentimental Journey Bud Green, Les Brown, Ben Homer                                                                           | 24.03.1945 (Juke Box) | 26     | 1  | Columbia 36 769  | Sentimental Journey wurde in den Vereinigten Staaten eine inoffizielle, oft gespielte Empfangshymne für heimkehrende Soldaten. |
| Les Brown and his Orchestra, Vocal Chorus by Doris Day                                            | Sentimental Journey Bud Green, Les Brown, Ben Homer                                                                           | 10.03.1945 (Air)      | 27     | 1  | Columbia 36 769  | Sentimental Journey wurde in den Vereinigten Staaten eine inoffizielle, oft gespielte Empfangshymne für heimkehrende Soldaten. |
| Les Brown and his Orchestra, Vocal Chorus by Doris Day                                            | Till the End of Time (Based on Chopin's Polonaise) Buddy Kaye, Ted Mossman                                                    | 06.10.1945 (Juke Box) | 2      | 11 | Columbia 36 828  | Die Melodie des Stückes basiert auf der Polonaise As-Dur op. 53 von Frédéric Chopin aus dem Jahr 1842. |
| Les Brown and his Orchestra, Vocal Chorus by Doris Day                                            | Till the End of Time (Based on Chopin's Polonaise) Buddy Kaye, Ted Mossman                                                    | 25.08.1945 (Air)      | 12     | 3  | Columbia 36 828  | Die Melodie des Stückes basiert auf der Polonaise As-Dur op. 53 von Frédéric Chopin aus dem Jahr 1842. |
| Billy Butterfield his Orchestra, Vocal by Margaret Whiting                                        | There Goes That Song Again (from Columbia Picture "Carolina Blues") Sammy Cahn, Jule Styne                                    | 20.01.1945 (Juke Box) | 2      | 13 | Capitol 182      | Version des Stückes aus der Columbia-Produktion Carolina Blues (1944) von Leigh Jason, die in der Filmversion von Harry Babbitt unter der Orchestralbegleitung von Kay Kyser interpretiert wird. |
| Billy Butterfield his Orchestra, Vocal by Margaret Whiting                                        | There Goes That Song Again (from Columbia Picture "Carolina Blues") Sammy Cahn, Jule Styne                                    | 03.02.1945 (Air)      | 2      | 10 | Capitol 182      | Version des Stückes aus der Columbia-Produktion Carolina Blues (1944) von Leigh Jason, die in der Filmversion von Harry Babbitt unter der Orchestralbegleitung von Kay Kyser interpretiert wird. |
| Frankie Carle & his Orchestra, Vocal Chorus by Paul Allen                                         | A Little on the Lonely Side Dick Robertson, James Cavanaugh, Frank Weldon                                                     | 10.02.1945            | 11     | 5  | Columbia 36 760  | Der Billboard lobte 1945: „Frankie Carle sorgt für Aufmerksamkeit mit seinem perlenden Piano Geklimper im Stil seiner „Sunrise Serenade“, […] Für den lyrischen Inhalt beeindruckt Paul Allens sanfter Bariton.“ Auch Louis Prima. Joan Brooks, Johnny Richards, Phil Moore und Velma Middleton & Louis Armstrong nahmen den Song 1944/45 auf. |
| Frankie Carle & his Orchestra, Vocal Chorus by Paul Allen                                         | A Little on the Lonely Side Dick Robertson, James Cavanaugh, Frank Weldon                                                     | 03.02.1945 (Juke Box) | 14     | 4  | Columbia 36 760  | Der Billboard lobte 1945: „Frankie Carle sorgt für Aufmerksamkeit mit seinem perlenden Piano Geklimper im Stil seiner „Sunrise Serenade“, […] Für den lyrischen Inhalt beeindruckt Paul Allens sanfter Bariton.“ Auch Louis Prima. Joan Brooks, Johnny Richards, Phil Moore und Velma Middleton & Louis Armstrong nahmen den Song 1944/45 auf. |
| Frankie Carle & his Orchestra, Vocal Chorus by Paul Allen                                         | A Little on the Lonely Side Dick Robertson, James Cavanaugh, Frank Weldon                                                     | 10.02.1945 (Air)      | 12     | 5  | Columbia 36 760  | Der Billboard lobte 1945: „Frankie Carle sorgt für Aufmerksamkeit mit seinem perlenden Piano Geklimper im Stil seiner „Sunrise Serenade“, […] Für den lyrischen Inhalt beeindruckt Paul Allens sanfter Bariton.“ Auch Louis Prima. Joan Brooks, Johnny Richards, Phil Moore und Velma Middleton & Louis Armstrong nahmen den Song 1944/45 auf. |
| Frankie Carle & his Orchestra, Vocal Chorus by Phyliss Lynne                                      | Saturday Night (Is the Loneliest Night in the Week) Sammy Cahn, Jule Styne                                                    | 10.02.1945            | 1      | 8  | Columbia 36 777  | Auch Frank Sinatra, Doris Day & Les Brown, Bing Crosby, Joan Edwards, später auch Eydie Gormé, Julie London und Rosemary Clooney interpretierten den Song. |
| Hoagy Carmichael & Orchestra                                                                      | Hong Kong Blues (from W. B. Picture "To Have and Have Not") Hoagy Carmichael                                                  | 25.08.1945 (Air)      | 3      | 6  | Ara RM123        | Originalversion aus der Warner-Bros.-Produktion Haben und Nichthaben (1944) von Howard Hawks nach der gleichnamigen Romanvorlage von Ernest Hemingway. |
| Carmen Cavallaro & his Orchestra                                                                  | Chopin’s Polonaise Frédéric Chopin                                                                                            | 30.06.1945            | 19     | 3  | Decca 18 677     | Die Quelle war Frédéric Chopins Melodie aus dem Mittelteil seines Fantaisie-Impromptu (Op. 66); die rhythmische Version dieser Polonaise in der Version des Pianisten Carmen Cavallaro und seines Orchesters war Varietys Nummer-10-Hit. |
| Carmen Cavallaro & his Orchestra                                                                  | Chopin’s Polonaise Frédéric Chopin                                                                                            | 07.07.1945 (Juke Box) | 18     | 3  | Decca 18 677     | Die Quelle war Frédéric Chopins Melodie aus dem Mittelteil seines Fantaisie-Impromptu (Op. 66); die rhythmische Version dieser Polonaise in der Version des Pianisten Carmen Cavallaro und seines Orchesters war Varietys Nummer-10-Hit. |
| Carmen Cavallaro & his Orchestra                                                                  | Chopin’s Polonaise Frédéric Chopin                                                                                            | 14.07.1945 (Air)      | 12     | 3  | Decca 18 677     | Die Quelle war Frédéric Chopins Melodie aus dem Mittelteil seines Fantaisie-Impromptu (Op. 66); die rhythmische Version dieser Polonaise in der Version des Pianisten Carmen Cavallaro und seines Orchesters war Varietys Nummer-10-Hit. |
| Jerry Colonna with Orchestra                                                                      | Bell Bottom Trousers Moe Jaffe                                                                                                | 04.08.1945            | 2      | 9  | Capitol 204      | Im Original ein Seemannslied aus der Zeit des amerikanischen Bürgerkriegs, wurde der Song nach Ende des Zweiten Weltkriegs von zahlreichen Musikern eingespielt wie Guy Lombardo, Jerry Colonna, Louis Prima, später auch von Mitch Miller, Lester Lanin und Tony Pastor. |
| Jerry Colonna with Orchestra                                                                      | Bell Bottom Trousers Moe Jaffe                                                                                                | 21.07.1945 (Air)      | 4      | 7  | Capitol 204      | Im Original ein Seemannslied aus der Zeit des amerikanischen Bürgerkriegs, wurde der Song nach Ende des Zweiten Weltkriegs von zahlreichen Musikern eingespielt wie Guy Lombardo, Jerry Colonna, Louis Prima, später auch von Mitch Miller, Lester Lanin und Tony Pastor. |
| Perry Como with Orchestra                                                                         | I Dream of You (More Than You Dream I Do) Marjorie Goetschius, Edna Osser                                                     | 27.01.1945            | 1      | 10 | Victor 20-1629   | Mit dem Song waren neben Como auch Doris Day, Tommy Dorsey, Andy Russell und Frank Sinatra erfolgreich. |
| Perry Como with Orchestra                                                                         | I'm Confessin' (That I Love You) Al J. Neiburg, Doc Daugherty, Ellis Reynolds                                                 | 03.03.1945 (Air)      | 1      | 12 | Victor 20-1629   | B-Seite von I Dream of You (More Than You Dream I Do); der Song basiert auf einem Jazz-Standard von 1930 aus der Feder von Chris Smith. |
| Perry Como with Russ Case & his Orchestra                                                         | I’m Gonna Love That Gal (Like She’s Never Been Loved Before) Frances Ash                                                      | 18.08.1945            | 4      | 7  | Victor 20-1676   | 1945 war Como der erste Popsänger, der von zwei Songs gleichzeitig über 2 Millionen Exemplare verkaufte. „Die amerikanischen Truppen kehrten heim, und Perry Como sang ‚I’m Gonna Love That Gal (Like She’s Never Been Loved Before)‘.“ |
| Perry Como with Russ Case & his Orchestra                                                         | I’m Gonna Love That Gal (Like She’s Never Been Loved Before) Frances Ash                                                      | 21.07.1945 (Juke Box) | 15     | 4  | Victor 20-1676   | 1945 war Como der erste Popsänger, der von zwei Songs gleichzeitig über 2 Millionen Exemplare verkaufte. „Die amerikanischen Truppen kehrten heim, und Perry Como sang ‚I’m Gonna Love That Gal (Like She’s Never Been Loved Before)‘.“ |
| Perry Como with Russ Case & his Orchestra                                                         | I’m Gonna Love That Gal (Like She’s Never Been Loved Before) Frances Ash                                                      | 15.09.1945 (Air)      | 3      | 7  | Victor 20-1676   | 1945 war Como der erste Popsänger, der von zwei Songs gleichzeitig über 2 Millionen Exemplare verkaufte. „Die amerikanischen Truppen kehrten heim, und Perry Como sang ‚I’m Gonna Love That Gal (Like She’s Never Been Loved Before)‘.“ |
| Perry Como with Russ Case & his Orchestra                                                         | If I Loved You (From the Musical Show “Carousel”) Oscar Hammerstein II, Richard Rodgers                                       | 28.07.1945            | 13     | 3  | Victor 20-1676   | B-Seite von I’m Gonna Love That Gal (Like She’s Never Been Loved Before); Version des Stückes aus dem Broadway-Musical Carousel (1945) aus der Feder von Benjamin Glazer; die Umsetzung von Richard Rodgers und Oscar Hammerstein II basiert auf dem 1909 veröffentlichten Bühnenstück Liliom des ungarischen Dramatikers Ferenc Molnár. |
| Perry Como with Russ Case & his Orchestra                                                         | If I Loved You (From the Musical Show “Carousel”) Oscar Hammerstein II, Richard Rodgers                                       | 18.08.1945 (Juke Box) | 10     | 3  | Victor 20-1676   | B-Seite von I’m Gonna Love That Gal (Like She’s Never Been Loved Before); Version des Stückes aus dem Broadway-Musical Carousel (1945) aus der Feder von Benjamin Glazer; die Umsetzung von Richard Rodgers und Oscar Hammerstein II basiert auf dem 1909 veröffentlichten Bühnenstück Liliom des ungarischen Dramatikers Ferenc Molnár. |
| Perry Como with Russ Case & his Orchestra                                                         | If I Loved You (From the Musical Show “Carousel”) Oscar Hammerstein II, Richard Rodgers                                       | 28.07.1945 (Air)      | 11     | 3  | Victor 20-1676   | B-Seite von I’m Gonna Love That Gal (Like She’s Never Been Loved Before); Version des Stückes aus dem Broadway-Musical Carousel (1945) aus der Feder von Benjamin Glazer; die Umsetzung von Richard Rodgers und Oscar Hammerstein II basiert auf dem 1909 veröffentlichten Bühnenstück Liliom des ungarischen Dramatikers Ferenc Molnár. |
| Perry Como with Russ Case & his Orchestra                                                         | Till the End of Time (Based on Chopin’s Polonaise) Buddy Kaye, Ted Mossman                                                    | 18.08.1945            | 17     | 1  | Victor 20-1709   | Die Single erreichte am 18. August 1945 erstmals die Charts des Billboard-Magazins und blieb 17 Wochen in den Charts; dies war Comos erster Nummer-eins-Hit. |
| Perry Como with Russ Case & his Orchestra                                                         | Till the End of Time (Based on Chopin’s Polonaise) Buddy Kaye, Ted Mossman                                                    | 25.08.1945 (Juke Box) | 18     | 1  | Victor 20-1709   | Die Single erreichte am 18. August 1945 erstmals die Charts des Billboard-Magazins und blieb 17 Wochen in den Charts; dies war Comos erster Nummer-eins-Hit. |
| Perry Como with Russ Case & his Orchestra                                                         | Till the End of Time (Based on Chopin’s Polonaise) Buddy Kaye, Ted Mossman                                                    | 18.08.1945 (Air)      | 18     | 1  | Victor 20-1709   | Die Single erreichte am 18. August 1945 erstmals die Charts des Billboard-Magazins und blieb 17 Wochen in den Charts; dies war Comos erster Nummer-eins-Hit. |
| Perry Como & the Satisfiers with Russ Case & his Orchestra                                        | (Did You Ever Get) That Feeling in the Moonlight James Cavanaugh, Larry Stock, Ira Schuster                                   | 13.10.1945 (Juke Box) | 9      | 9  | Victor 20-1750   | B-Seite von Dig You Later (A Hubba-Hubba-Hubba). |
| Perry Como & the Satisfiers with Russ Case & his Orchestra                                        | (Did You Ever Get) That Feeling in the Moonlight James Cavanaugh, Larry Stock, Ira Schuster                                   | 03.11.1945 (Air)      | 4      | 10 | Victor 20-1750   | B-Seite von Dig You Later (A Hubba-Hubba-Hubba). |
| Perry Como & the Satisfiers with Russ Case & his Orchestra                                        | Dig You Later (A Hubba-Hubba-Hubba) (From the 20th Century-Fox-Picture “Doll Face”) Harold Adamson, Jimmy McHugh              | 08.12.1945            | 3      | 6  | Victor 20-1750   | Version des Stückes aus der 20th Century Fox-Produktion Doll Face (1945, Regie Lewis Seiler), in dem der Song von Perry Como und Martha Stewart vorgestellt wird. |
| Perry Como & the Satisfiers with Russ Case & his Orchestra                                        | Dig You Later (A Hubba-Hubba-Hubba) (From the 20th Century-Fox-Picture “Doll Face”) Harold Adamson, Jimmy McHugh              | 15.12.1945 (Juke Box) | 2      | 12 | Victor 20-1750   | Version des Stückes aus der 20th Century Fox-Produktion Doll Face (1945, Regie Lewis Seiler), in dem der Song von Perry Como und Martha Stewart vorgestellt wird. |
| Perry Como & the Satisfiers with Russ Case & his Orchestra                                        | Dig You Later (A Hubba-Hubba-Hubba) (From the 20th Century-Fox-Picture “Doll Face”) Harold Adamson, Jimmy McHugh              | 15.12.1945 (Air)      | 2      | 5  | Victor 20-1750   | Version des Stückes aus der 20th Century Fox-Produktion Doll Face (1945, Regie Lewis Seiler), in dem der Song von Perry Como und Martha Stewart vorgestellt wird. |
| Bing Crosby with Carmen Cavallaro at the Piano                                                    | I Can’t Begin to Tell You (From 20th Century-Fox-Picture “The Dolly Sisters”) James V. Monaco, Mack Gordon                    | 24.11.1945            | 5      | 2  | Decca 23 457     | Version des Stückes aus der 20th Century-Fox-Produktion The Dolly Sisters (1945, Regie Irving Cummings), in dem der Song von John Payne, Betty Grable und June Haver vorgestellt wird. |
| Bing Crosby with Carmen Cavallaro at the Piano                                                    | I Can’t Begin to Tell You (From 20th Century-Fox-Picture “The Dolly Sisters”) James V. Monaco, Mack Gordon                    | 24.11.1945 (Juke Box) | 5      | 1  | Decca 23 457     | Version des Stückes aus der 20th Century-Fox-Produktion The Dolly Sisters (1945, Regie Irving Cummings), in dem der Song von John Payne, Betty Grable und June Haver vorgestellt wird. |
| Bing Crosby with Carmen Cavallaro at the Piano                                                    | I Can’t Begin to Tell You (From 20th Century-Fox-Picture “The Dolly Sisters”) James V. Monaco, Mack Gordon                    | 01.12.1945 (Air)      | 4      | 9  | Decca 23 457     | Version des Stückes aus der 20th Century-Fox-Produktion The Dolly Sisters (1945, Regie Irving Cummings), in dem der Song von John Payne, Betty Grable und June Haver vorgestellt wird. |
| Bing Crosby with John Scott Trotter & his Orchestra                                               | All of My Life Irving Berlin                                                                                                  | 05.05.1945 (Air)      | 1      | 12 | Decca 18 658     | |
| Bing Crosby with John Scott Trotter & his Orchestra                                               | If I Loved You (from Theatre Guild Musical Play "Carousel") Richard Rodgers, Oscar Hammerstein II                             | 01.09.1945 (Juke Box) | 3      | 10 | Decca 18 686     | Weitere Version des Stückes aus dem Broadway-Musical Carousel. |
| Bing Crosby with John Scott Trotter & his Orchestra                                               | If I Loved You (from Theatre Guild Musical Play "Carousel") Richard Rodgers, Oscar Hammerstein II                             | 01.09.1945 (Air)      | 4      | 8  | Decca 18 686     | Weitere Version des Stückes aus dem Broadway-Musical Carousel. |
| Bing Crosby with John Scott Trotter & his Orchestra                                               | Too-Ra-Loo-Ra-Loo-Ral (That’s an Irish Lullaby) (from Paramount-Picture “Going My Way”) James Royce Shannon                   | 30.12.1944            | 1      | 8  | Decca 18 621     | Version des Stückes aus der Paramount-Produktion Der Weg zum Glück (1944) von Leo McCarey. Bing Crosby sang in der Verfilmung eine A-cappella-Version. |
| Bing Crosby with John Scott Trotter & his Orchestra                                               | Too-Ra-Loo-Ra-Loo-Ral (That’s an Irish Lullaby) (from Paramount-Picture “Going My Way”) James Royce Shannon                   | 30.12.1944 (Juke Box) | 1      | 10 | Decca 18 621     | Version des Stückes aus der Paramount-Produktion Der Weg zum Glück (1944) von Leo McCarey. Bing Crosby sang in der Verfilmung eine A-cappella-Version. |
| Bing Crosby with the Ken Darby Singers, Ethel Smith at the Organ & Victor Young & his Orchestra   | Just a Prayer Away David Kapp, Charles Tobias                                                                                 | 14.04.1945            | 5      | 4  | Decca 23 392     | „Bing Crosbys Just a Prayer Away erkennt an, dass das Gebet einen an einen Ort bringen kann, an dem man zufriedener ist.“ |
| Bing Crosby with the Ken Darby Singers, Ethel Smith at the Organ & Victor Young & his Orchestra   | Just a Prayer Away David Kapp, Charles Tobias                                                                                 | 21.04.1945 (Juke Box) | 9      | 6  | Decca 23 392     | „Bing Crosbys Just a Prayer Away erkennt an, dass das Gebet einen an einen Ort bringen kann, an dem man zufriedener ist.“ |
| Bing Crosby with the Ken Darby Singers, Ethel Smith at the Organ & Victor Young & his Orchestra   | Just a Prayer Away David Kapp, Charles Tobias                                                                                 | 14.04.1945 (Air)      | 10     | 6  | Decca 23 392     | „Bing Crosbys Just a Prayer Away erkennt an, dass das Gebet einen an einen Ort bringen kann, an dem man zufriedener ist.“ |
| Bing Crosby with Ken Darby Singers & John Scott Trotter & his Orchestra                           | White Christmas (From Paramount-Picture “Holiday Inn”) Irving Berlin                                                          | 30.12.1944            | 4      | 6  | Decca 18 429     | Version des Stückes aus der Paramount-Produktion Musik, Musik (1942, Regie Mark Sandrich), in dem der Song von Bing Crosby und Martha Mears (als Gesangsdouble von Marjorie Reynolds) vorgestellt wird. |
| Bing Crosby with Ken Darby Singers & John Scott Trotter & his Orchestra                           | White Christmas (From Paramount-Picture “Holiday Inn”) Irving Berlin                                                          | 30.12.1944 (Juke Box) | 3      | 5  | Decca 18 429     | Version des Stückes aus der Paramount-Produktion Musik, Musik (1942, Regie Mark Sandrich), in dem der Song von Bing Crosby und Martha Mears (als Gesangsdouble von Marjorie Reynolds) vorgestellt wird. |
| Bing Crosby with Ken Darby Singers & John Scott Trotter & his Orchestra                           | White Christmas (From Paramount-Picture “Holiday Inn”) Irving Berlin                                                          | 15.12.1945 (Air)      | 2      | 6  | Decca 18 429     | Version des Stückes aus der Paramount-Produktion Musik, Musik (1942, Regie Mark Sandrich), in dem der Song von Bing Crosby und Martha Mears (als Gesangsdouble von Marjorie Reynolds) vorgestellt wird. |
| Bing Crosby with Les Paul & his Trio                                                              | It’s Been a Long, Long Time Jule Styne, Sammy Cahn                                                                            | 20.10.1945            | 10     | 1  | Decca 18 708     | Mit dem Gitarristen Les Paul und seinem Trio als Stammgäste trat Crosby in seiner NBC-Radiosendung Kraft Music Hall 1944/45 auf. |
| Bing Crosby with Les Paul & his Trio                                                              | It’s Been a Long, Long Time Jule Styne, Sammy Cahn                                                                            | 20.10.1945 (Juke Box) | 10     | 1  | Decca 18 708     | Mit dem Gitarristen Les Paul und seinem Trio als Stammgäste trat Crosby in seiner NBC-Radiosendung Kraft Music Hall 1944/45 auf. |
| Bing Crosby with Les Paul & his Trio                                                              | It’s Been a Long, Long Time Jule Styne, Sammy Cahn                                                                            | 20.10.1945 (Air)      | 10     | 3  | Decca 18 708     | Mit dem Gitarristen Les Paul und seinem Trio als Stammgäste trat Crosby in seiner NBC-Radiosendung Kraft Music Hall 1944/45 auf. |
| Bing Crosby with Six Hits and a Miss & John Scott Trotter & his Orchestra                         | On the Atchison, Topeka and the Santa Fe (from MGM-Picture “Harvey Girls”) Harry Warren, Johnny Mercer                        | 28.07.1945            | 10     | 4  | Decca 18 690     | Version des 1944 veröffentlichten Stückes, das 1946 in der MGM-Produktion The Harvey Girls (1946) von George Sidney eingesetzt wurde, der auf dem gleichnamigen Roman von Samuel Hopkins Adams aus dem Jahr 1942 basiert. Die Filmversion wurde von Ben Carter, Marjorie Main, Ray Bolger, und Judy Garland interpretiert. 1945 waren neben Garland & The Merry Macs auch The Andrews Sisters, Johnny Mercer (mit Paul Weston & The Pied Pipers), Dick Todd und Imogene Lynn mit dem Song erfolgreich. Bei der Oscarverleihung 1947 wurden Harry Warren und Johnny Mercer für den besten Originalsong ausgezeichnet. |
| Bing Crosby with Six Hits and a Miss & John Scott Trotter & his Orchestra                         | On the Atchison, Topeka and the Santa Fe (from MGM-Picture “Harvey Girls”) Harry Warren, Johnny Mercer                        | 28.07.1945 (Juke Box) | 15     | 3  | Decca 18 690     | Version des 1944 veröffentlichten Stückes, das 1946 in der MGM-Produktion The Harvey Girls (1946) von George Sidney eingesetzt wurde, der auf dem gleichnamigen Roman von Samuel Hopkins Adams aus dem Jahr 1942 basiert. Die Filmversion wurde von Ben Carter, Marjorie Main, Ray Bolger, und Judy Garland interpretiert. 1945 waren neben Garland & The Merry Macs auch The Andrews Sisters, Johnny Mercer (mit Paul Weston & The Pied Pipers), Dick Todd und Imogene Lynn mit dem Song erfolgreich. Bei der Oscarverleihung 1947 wurden Harry Warren und Johnny Mercer für den besten Originalsong ausgezeichnet. |
| Bing Crosby with Six Hits and a Miss & John Scott Trotter & his Orchestra                         | On the Atchison, Topeka and the Santa Fe (from MGM-Picture “Harvey Girls”) Harry Warren, Johnny Mercer                        | 11.08.1945 (Air)      | 13     | 3  | Decca 18 690     | Version des 1944 veröffentlichten Stückes, das 1946 in der MGM-Produktion The Harvey Girls (1946) von George Sidney eingesetzt wurde, der auf dem gleichnamigen Roman von Samuel Hopkins Adams aus dem Jahr 1942 basiert. Die Filmversion wurde von Ben Carter, Marjorie Main, Ray Bolger, und Judy Garland interpretiert. 1945 waren neben Garland & The Merry Macs auch The Andrews Sisters, Johnny Mercer (mit Paul Weston & The Pied Pipers), Dick Todd und Imogene Lynn mit dem Song erfolgreich. Bei der Oscarverleihung 1947 wurden Harry Warren und Johnny Mercer für den besten Originalsong ausgezeichnet. |
| Bing Crosby with Xavier Cugat & his Orchestra                                                     | Baia (from Walt Disney Production "The Three Caballeros") Ary Barroso, Ray Gilbert                                            | 23.06.1945 (Air)      | 1      | 6  | Decca 23 413     | B-Seite von You Belong to My Heart; die Filmversion wurde von der brasilianischen Sängerin Aurora Miranda interpretiert. |
| Bing Crosby with Xavier Cugat & his Orchestra                                                     | You Belong to My Heart (from Walt Disney Production “The Three Caballeros”) Agustín Lara, Ray Gilbert                         | 02.06.1945            | 9      | 4  | Decca 23 413     | Englischsprachige Version des 1941 von Agustín Lara komponierten Bolero Solamente una vez; Version des Stückes aus der Walt-Disney-Produktion Drei Caballeros, die im Film von der mexikanischen Sängerin Dora Luz interpretiert wird. Edward H. Plumb, Paul J. Smith und Charles Wolcott erhielten bei der Oscarverleihung 1946 eine Nominierung in der Kategorie Beste Filmmusik (Musical). |
| Bing Crosby with Xavier Cugat & his Orchestra                                                     | You Belong to My Heart (from Walt Disney Production “The Three Caballeros”) Agustín Lara, Ray Gilbert                         | 02.06.1945 (Juke Box) | 14     | 3  | Decca 23 413     | Englischsprachige Version des 1941 von Agustín Lara komponierten Bolero Solamente una vez; Version des Stückes aus der Walt-Disney-Produktion Drei Caballeros, die im Film von der mexikanischen Sängerin Dora Luz interpretiert wird. Edward H. Plumb, Paul J. Smith und Charles Wolcott erhielten bei der Oscarverleihung 1946 eine Nominierung in der Kategorie Beste Filmmusik (Musical). |
| Bing Crosby with Xavier Cugat & his Orchestra                                                     | You Belong to My Heart (from Walt Disney Production “The Three Caballeros”) Agustín Lara, Ray Gilbert                         | 09.06.1945 (Air)      | 9      | 4  | Decca 23 413     | Englischsprachige Version des 1941 von Agustín Lara komponierten Bolero Solamente una vez; Version des Stückes aus der Walt-Disney-Produktion Drei Caballeros, die im Film von der mexikanischen Sängerin Dora Luz interpretiert wird. Edward H. Plumb, Paul J. Smith und Charles Wolcott erhielten bei der Oscarverleihung 1946 eine Nominierung in der Kategorie Beste Filmmusik (Musical). |
| Bing Crosby & the Andrews Sisters with Vic Schoen & his Orchestra                                 | Ac-Cent-Tchu-Ate the Positive (from Paramount-Picture “Here Come The Waves”) Harold Arlen, Johnny Mercer                      | 03.02.1945            | 9      | 2  | Decca 23 379     | Version des Stückes aus der Paramount-Produktion Here Come the Waves (1944) von Mark Sandrich. Die Filmversion, die Bing Crosby im Duett mit Sonny Tufts sang, erhielt 1946 eine Oscarnominierung für den besten Song. |
| Bing Crosby & the Andrews Sisters with Vic Schoen & his Orchestra                                 | Ac-Cent-Tchu-Ate the Positive (from Paramount-Picture “Here Come The Waves”) Harold Arlen, Johnny Mercer                      | 10.02.1945 (Juke Box) | 11     | 3  | Decca 23 379     | Version des Stückes aus der Paramount-Produktion Here Come the Waves (1944) von Mark Sandrich. Die Filmversion, die Bing Crosby im Duett mit Sonny Tufts sang, erhielt 1946 eine Oscarnominierung für den besten Song. |
| Bing Crosby & the Andrews Sisters with Vic Schoen & his Orchestra                                 | Ac-Cent-Tchu-Ate the Positive (from Paramount-Picture “Here Come The Waves”) Harold Arlen, Johnny Mercer                      | 10.02.1945 (Air)      | 7      | 3  | Decca 23 379     | Version des Stückes aus der Paramount-Produktion Here Come the Waves (1944) von Mark Sandrich. Die Filmversion, die Bing Crosby im Duett mit Sonny Tufts sang, erhielt 1946 eine Oscarnominierung für den besten Song. |
| Bing Crosby & the Andrews Sisters with Vic Schoen & his Orchestra                                 | Along the Navajo Trail Larry Markes, Dick Charles, Eddie DeLange                                                              | 29.09.1945            | 6      | 5  | Decca 23 437     | Der Titelsong aus dem gleichnamigen Western (1945, Regie Frank McDonald, darin gesungen von Roy Rogers), war auch in den Versionen von Dinah Shore (#7 Popcharts) und Gene Krupa & Buddy Stewart (#7 Popcharts) erfolgreich. |
| Bing Crosby & the Andrews Sisters with Vic Schoen & his Orchestra                                 | Along the Navajo Trail Larry Markes, Dick Charles, Eddie DeLange                                                              | 22.09.1945 (Juke Box) | 11     | 2  | Decca 23 437     | Der Titelsong aus dem gleichnamigen Western (1945, Regie Frank McDonald, darin gesungen von Roy Rogers), war auch in den Versionen von Dinah Shore (#7 Popcharts) und Gene Krupa & Buddy Stewart (#7 Popcharts) erfolgreich. |
| Bing Crosby & the Andrews Sisters with Vic Schoen & his Orchestra                                 | Along the Navajo Trail Larry Markes, Dick Charles, Eddie DeLange                                                              | 15.09.1945 (Air)      | 5      | 4  | Decca 23 437     | Der Titelsong aus dem gleichnamigen Western (1945, Regie Frank McDonald, darin gesungen von Roy Rogers), war auch in den Versionen von Dinah Shore (#7 Popcharts) und Gene Krupa & Buddy Stewart (#7 Popcharts) erfolgreich. |
| Bing Crosby & the Andrews Sisters with Vic Schoen & his Orchestra                                 | Don’t Fence Me In (From Warner Bros.-Picture “Hollywood Canteen”) Cole Porter                                                 | 30.12.1944            | 13     | 1  | Decca 23 364     | Version des Stückes aus der Warner-Bros.-Produktion Hollywood-Kantine (1944) von Delmer Daves. In der Filmversion sangen die Andrews Sisters unter der Begleitung von Jimmy Dorsey. Ray Heindorf erhielt bei der Oscarverleihung 1945 eine Nominierung in der Kategorie Beste Filmmusik (Musical). |
| Bing Crosby & the Andrews Sisters with Vic Schoen & his Orchestra                                 | Don’t Fence Me In (From Warner Bros.-Picture “Hollywood Canteen”) Cole Porter                                                 | 30.12.1944 (Juke Box) | 16     | 1  | Decca 23 364     | Version des Stückes aus der Warner-Bros.-Produktion Hollywood-Kantine (1944) von Delmer Daves. In der Filmversion sangen die Andrews Sisters unter der Begleitung von Jimmy Dorsey. Ray Heindorf erhielt bei der Oscarverleihung 1945 eine Nominierung in der Kategorie Beste Filmmusik (Musical). |
| Bing Crosby & the Andrews Sisters with Vic Schoen & his Orchestra                                 | Don’t Fence Me In (From Warner Bros.-Picture “Hollywood Canteen”) Cole Porter                                                 | 27.01.1945 (Air)      | 10     | 1  | Decca 23 364     | Version des Stückes aus der Warner-Bros.-Produktion Hollywood-Kantine (1944) von Delmer Daves. In der Filmversion sangen die Andrews Sisters unter der Begleitung von Jimmy Dorsey. Ray Heindorf erhielt bei der Oscarverleihung 1945 eine Nominierung in der Kategorie Beste Filmmusik (Musical). |
| Bing Crosby & the Andrews Sisters with Vic Schoen & his Orchestra                                 | The Three Caballeros (from Walt Disney Production "The Three Caballeros") Manuel Esperón, Ray Gilbert, Ernesto Cortázar Sr.   | 03.03.1945 (Juke Box) | 2      | 8  | Decca 23 364     | B-Seite von Don’t Fence Me In; Eröffnungsnummer des gleichnamigen Disney-Zeichentrickmusicals, die von Donald Duck, dem Papageien José Carioca und dem Hahn Panchito Pistoles präsentiert wird. |
| Bing Crosby & Judy Garland with Joseph J. Lilley & his Orchestra                                  | Yah-Ta-Ta Yah-Ta-Ta (Talk, Talk, Talk) Jimmy Van Heusen, Johnny Burke                                                         | 19.05.1945 (Air)      | 6      | 5  | Decca 23 410     | |
| Xavier Cugat & his Waldorf-Astoria Orchestra, Vocal Chorus by Del Campo                           | Good, Good, Good (That's You - That's You) Allan Roberts, Doris Fisher                                                        | 09.06.1945 (Air)      | 6      | 6  | Columbia 36 793  | |
| Jimmy Dorsey & his Orchestra, Vocal Chorus by Jean Cromwell                                       | Can't You Read Between the Lines? Jule Styne, Sammy Cahn                                                                      | 30.06.1945 (Air)      | 1      | 8  | Decca 18 676     | |
| Jimmy Dorsey & his Orchestra, Vocal Chorus by Teddy Walters                                       | There! I've Said It Again Redd Evans, Dave Mann                                                                               | 07.07.1945 (Air)      | 3      | 8  | Decca 18 670     | |
| Tommy Dorsey & his Orchestra                                                                      | Boogie Woogie Pinetop Smith                                                                                                   | 15.09.1945            | 4      | 4  | Victor 20-1715   | 1945 kam dieser Swingklassiker ein viertes und letztes Mal in die amerikanischen Charts. |
| Tommy Dorsey & his Orchestra                                                                      | Boogie Woogie Pinetop Smith                                                                                                   | 27.10.1945 (Juke Box) | 1      | 12 | Victor 20-1715   | 1945 kam dieser Swingklassiker ein viertes und letztes Mal in die amerikanischen Charts. |
| Tommy Dorsey & his Orchestra                                                                      | Opus No. 1 Sy Oliver | 03.03.1945 (Air)      | 3      | 8  | Victor 20-1608   | B-Seite von I Dream of You (More Than You Dream I Do). |
| Tommy Dorsey & his Orchestra, Vocal Refrain by Bonnie Lou Williams                                | More and More (from Universal Picture "Can't Help Singing") E. Y. Harburg, Jerome Kern                                        | 10.03.1945 (Air)      | 3      | 10 | Victor 20-1614   | Version des Stückes aus der Universal-Produktion Das Lied des goldenen Westens (1944) von Frank Ryan, die im Original von Deanna Durbin interpretiert wurde. Die Filmversion erhielt 1946 eine Oscarnominierung für den besten Song. |
| Tommy Dorsey & his Orchestra, Vocal Refrain by Bonnie Lou Williams & the Sentimentalists          | I Should Care (from MGM Film "Thrill of a Romance") Sammy Cahn, Axel Stordahl, Paul Weston                                    | 28.04.1945 (Air)      | 3      | 11 | Victor 20-1625   | Version des Stückes aus der MGM-Produktion Flitterwochen zu dritt (1945) von Richard Thorpe, die im Original von Robert Allen interpretiert wurde. |
| Tommy Dorsey & his Orchestra, Vocal Refrain by Freddie Stewart                                    | I Dream of You (More Than You Dream I Do) Marjorie Goetschius, Edna Osser                                                     | 06.01.1945            | 8      | 4  | Victor 20-1608   | I Dream of You bescherte dem Bandleader einen Millionenhit. Mit dem Song waren 1945 auch der Latin-Sänger Andy Russel, Frank Sinatra und Perry Como in den Charts. |
| Tommy Dorsey & his Orchestra, Vocal Refrain by Freddie Stewart                                    | I Dream of You (More Than You Dream I Do) Marjorie Goetschius, Edna Osser                                                     | 06.01.1945 (Juke Box) | 9      | 6  | Victor 20-1608   | I Dream of You bescherte dem Bandleader einen Millionenhit. Mit dem Song waren 1945 auch der Latin-Sänger Andy Russel, Frank Sinatra und Perry Como in den Charts. |
| Tommy Dorsey & his Orchestra, Vocal Refrain by Freddie Stewart                                    | I Dream of You (More Than You Dream I Do) Marjorie Goetschius, Edna Osser                                                     | 27.01.1945 (Air)      | 2      | 9  | Victor 20-1608   | I Dream of You bescherte dem Bandleader einen Millionenhit. Mit dem Song waren 1945 auch der Latin-Sänger Andy Russel, Frank Sinatra und Perry Como in den Charts. |
| Tommy Dorsey & his Orchestra, Vocal Refrain by Skeets Herfurt                                     | Hong Kong Blues (From Warner Brothers-Picture “To Have and to Have Not”) Hoagy Carmichael                                     | 06.10.1945            | 3      | 9  | Victor 20-1722   | Version des Stückes aus der Warner-Bros.-Produktion Haben und Nichthaben nach der gleichnamigen Novelle von Ernest Hemingway. Die Version enthielt einen seltenen Gesangspart des Dorsey-Saxophonisten Skeets Herfurt. |
| Tommy Dorsey & his Orchestra, Vocal Refrain by Skeets Herfurt                                     | Hong Kong Blues (From Warner Brothers-Picture “To Have and to Have Not”) Hoagy Carmichael                                     | 06.10.1945 (Air)      | 1      | 8  | Victor 20-1722   | Version des Stückes aus der Warner-Bros.-Produktion Haben und Nichthaben nach der gleichnamigen Novelle von Ernest Hemingway. Die Version enthielt einen seltenen Gesangspart des Dorsey-Saxophonisten Skeets Herfurt. |
| Tommy Dorsey & his Orchestra, Vocal Refrain by Stuart Foster                                      | A Friend of Yours (from the Motion Picture "The Great John L" Released Through United Artists) Johnny Burke, Jimmy Van Heusen | 28.07.1945 (Air)      | 1      | 9  | Victor 20-1657   | Version des Stückes aus der United-Artists-Produktion The Great John L. (1945) von Frank Tuttle, die im Original von Linda Darnell interpretiert wurde. |
| Tommy Dorsey & his Orchestra, Vocal Refrain by the Sentimentalists                                | On the Atchison, Topeka & Santa Fe (From the MGM-Picture “Harvey Girls”) Johnny Mercer, Harry Warren                          | 11.08.1945            | 6      | 6  | Victor 20-1682   | Version des Stückes aus der MGM-Produktion The Harvey Girls. Der Titel bezieht sich auf die Hauptroute der Atchison, Topeka and Santa Fe Railway von Chicago über Kansas City nach Los Angeles. Der Film-Song war 1945 in funf Versionen in den Charts notiert, Johnny Mercer, Bing Crosby, Judy Garland, Tommy Tucker und Tommy Dorsey erreichten die Top 20. |
| Tommy Dorsey & his Orchestra, Vocal Refrain by the Sentimentalists                                | On the Atchison, Topeka & Santa Fe (From the MGM-Picture “Harvey Girls”) Johnny Mercer, Harry Warren                          | 25.08.1945 (Juke Box) | 4      | 7  | Victor 20-1682   | Version des Stückes aus der MGM-Produktion The Harvey Girls. Der Titel bezieht sich auf die Hauptroute der Atchison, Topeka and Santa Fe Railway von Chicago über Kansas City nach Los Angeles. Der Film-Song war 1945 in funf Versionen in den Charts notiert, Johnny Mercer, Bing Crosby, Judy Garland, Tommy Tucker und Tommy Dorsey erreichten die Top 20. |
| Tommy Dorsey & his Orchestra, Vocal Refrain by the Sentimentalists                                | On the Atchison, Topeka & Santa Fe (From the MGM-Picture “Harvey Girls”) Johnny Mercer, Harry Warren                          | 18.08.1945 (Air)      | 3      | 7  | Victor 20-1682   | Version des Stückes aus der MGM-Produktion The Harvey Girls. Der Titel bezieht sich auf die Hauptroute der Atchison, Topeka and Santa Fe Railway von Chicago über Kansas City nach Los Angeles. Der Film-Song war 1945 in funf Versionen in den Charts notiert, Johnny Mercer, Bing Crosby, Judy Garland, Tommy Tucker und Tommy Dorsey erreichten die Top 20. |
| Billy Eckstine & his Orchestra                                                                    | A Cottage for Sale Willard Robison, Larry Conley                                                                              | 27.10.1945 (Air)      | 1      | 8  | National 9014    | |
| Duke Ellington & his Famous Orchestra, Vocal Refrain by Joya Sherrill                             | I’m Beginning to See the Light Harry James, Duke Ellington, Johnny Hodges, Don George                                         | 17.03.1945            | 6      | 6  | Victor 20-1618   | Nahezu zeitgleich waren Harry James und Duke Ellington mit dem Song in den US-Charts; es folgten noch Ella Fitzgerald mit den Ink Spots Ende April 1945. |
| Duke Ellington & his Famous Orchestra, Vocal Refrain by Joya Sherrill                             | I’m Beginning to See the Light Harry James, Duke Ellington, Johnny Hodges, Don George                                         | 10.03.1945 (Juke Box) | 10     | 9  | Victor 20-1618   | Nahezu zeitgleich waren Harry James und Duke Ellington mit dem Song in den US-Charts; es folgten noch Ella Fitzgerald mit den Ink Spots Ende April 1945. |
| Duke Ellington & his Famous Orchestra, Vocal Refrain by Joya Sherrill                             | I’m Beginning to See the Light Harry James, Duke Ellington, Johnny Hodges, Don George                                         | 10.02.1945 (Air)      | 11     | 6  | Victor 20-1618   | Nahezu zeitgleich waren Harry James und Duke Ellington mit dem Song in den US-Charts; es folgten noch Ella Fitzgerald mit den Ink Spots Ende April 1945. |
| Ella Fitzgerald with the Song Spinners & Johnny Long & his Orchestra                              | And Her Tears Flowed Like Wine Stan Kenton, Charles Lawrence, Joe Greene                                                      | 13.01.1945 (Juke Box) | 4      | 10 | Decca 18 633     | Cover-Version des 1944 von Stan Kenton veröffentlichten Jazz-Standards. |
| Ella Fitzgerald & the Delta Rhythm Boys                                                           | It's Only a Paper Moon Harold Arlen, Billy Rose, E. Y. Harburg                                                                | 01.09.1945 (Juke Box) | 2      | 9  | Decca 23 425     | |
| Helen Forrest & Dick Haymes with Victor Young & his Orchestra                                     | Together (Featured in David O. Selznick-Production “Since You Went Away”) B. G. DeSylva, Lew Brown, Ray Henderson             | 06.01.1945            | 1      | 10 | Decca 23 349     | B-Seite von It Had to Be You; Version des Stückes aus der Selznick-Produktion Als du Abschied nahmst. |
| Helen Forrest & Dick Haymes with Victor Young & his Orchestra                                     | Together (Featured in David O. Selznick-Production “Since You Went Away”) B. G. DeSylva, Lew Brown, Ray Henderson             | 30.12.1944 (Juke Box) | 1      | 11 | Decca 23 349     | B-Seite von It Had to Be You; Version des Stückes aus der Selznick-Produktion Als du Abschied nahmst. |
| The Four King Sisters with Male Chorus                                                            | The Trolley Song (from the MGM Film "Meet Me in St. Louis") Hugh Martin, Ralph Blane                                          | 30.12.1944 (Juke Box) | 2      | 13 | Bluebird 30-0829 | Version des Stückes aus der MGM-Produktion Meet Me in St. Louis (1944) von Vincente Minnelli; die von Judy Garland präsentierte Filmversion erhielt 1945 eine Oscarnominierung für den besten Song. |
| Judy Garland with Georgie Stoll & his Orchestra                                                   | The Trolley Song (From MGM-Picture “Meet Me in St. Louis”) Hugh Martin, Ralph Blane                                           | 30.12.1944            | 3      | 4  | Decca 23 361     | Original-Version aus der MGM-Produktion Meet Me in St. Louis. |
| Judy Garland with Georgie Stoll & his Orchestra                                                   | The Trolley Song (From MGM-Picture “Meet Me in St. Louis”) Hugh Martin, Ralph Blane                                           | 30.12.1944 (Juke Box) | 5      | 6  | Decca 23 361     | Original-Version aus der MGM-Produktion Meet Me in St. Louis. |
| Judy Garland with Georgie Stoll & his Orchestra                                                   | The Trolley Song (From MGM-Picture “Meet Me in St. Louis”) Hugh Martin, Ralph Blane                                           | 27.01.1945 (Air)      | 1      | 10 | Decca 23 361     | Original-Version aus der MGM-Produktion Meet Me in St. Louis. |
| Judy Garland & the Merry Macs with Lyn Murray & his Orchestra                                     | On the Atchison, Topeka and The Santa Fe (from MGM-Picture “The Harvey Girls”) Harry Warren, Johnny Mercer                    | 29.09.1945            | 1      | 10 | Decca 23 436     | Version des Stückes aus der MGM-Produktion The Harvey Girls (1946, Regie George Sidney), mit Judy Garland, Ray Bolger und John Hodiak in den Hauptrollen. Ben Carter, Marjorie Main, Ray Bolger, Judy Garland and Chor stellen den Song vor. |
| Judy Garland & the Merry Macs with Lyn Murray & his Orchestra                                     | On the Atchison, Topeka and The Santa Fe (from MGM-Picture “The Harvey Girls”) Harry Warren, Johnny Mercer                    | 20.10.1945 (Juke Box) | 1      | 10 | Decca 23 436     | Version des Stückes aus der MGM-Produktion The Harvey Girls (1946, Regie George Sidney), mit Judy Garland, Ray Bolger und John Hodiak in den Hauptrollen. Ben Carter, Marjorie Main, Ray Bolger, Judy Garland and Chor stellen den Song vor. |
| Benny Goodman & his Orchestra                                                                     | Gotta be This or That (Part I) Sunny Skylar                                                                                   | 07.07.1945            | 15     | 4  | Columbia 36 813  | Gotta be This or That – Goodmans 143. Hit – enthielt einen der seltenen Vokalparts des Bandleaders. Der Erfolg animierte auch andere Interpreten, den Titel aufzunehmen, wie Sammy Kaye und Glen Gray. |
| Benny Goodman & his Orchestra                                                                     | Gotta be This or That (Part I) Sunny Skylar                                                                                   | 21.07.1945 (Juke Box) | 13     | 4  | Columbia 36 813  | Gotta be This or That – Goodmans 143. Hit – enthielt einen der seltenen Vokalparts des Bandleaders. Der Erfolg animierte auch andere Interpreten, den Titel aufzunehmen, wie Sammy Kaye und Glen Gray. |
| Benny Goodman & his Orchestra                                                                     | Gotta be This or That (Part I) Sunny Skylar                                                                                   | 07.07.1945 (Air)      | 16     | 2  | Columbia 36 813  | Gotta be This or That – Goodmans 143. Hit – enthielt einen der seltenen Vokalparts des Bandleaders. Der Erfolg animierte auch andere Interpreten, den Titel aufzunehmen, wie Sammy Kaye und Glen Gray. |
| Benny Goodman & his Orchestra, Vocal Chorus by Dottie Reid                                        | I'm Gonna Love That Guy Frances Ash                                                                                           | 13.10.1945 (Juke Box) | 1      | 9  | Columbia 36 843  | B-Seite von It's Only a Paper Moon; hinter dem Pseudonym Frances Ash verbergen sich das britische Komponistenpaar Ted Heath und Moira Heath. |
| Benny Goodman & his Orchestra, Vocal Chorus by Dottie Reid                                        | I'm Gonna Love That Guy Frances Ash                                                                                           | 03.11.1945 (Air)      | 1      | 12 | Columbia 36 843  | B-Seite von It's Only a Paper Moon; hinter dem Pseudonym Frances Ash verbergen sich das britische Komponistenpaar Ted Heath und Moira Heath. |
| Benny Goodman & his Orchestra, Vocal Chorus by Dottie Reid                                        | It's Only a Paper Moon Billy Rose, E. Y. Harburg, Harold Arlen                                                                | 29.09.1945            | 1      | 10 | Columbia 36 843  | Dies war nach Ella Fitzgerald die zweite und letzte Hit-Notierung des 1945 durch das Film-Musical Too Young to Know wieder aktuell gewordenen Lieds von 1932. Auch Nat King Cole und die Mills Brothers waren mit dem Song erfolgreich, der inzwischen dem Great American Songbook zuzurechnen ist. |
| Benny Goodman & his Orchestra, Vocal Chorus by Dottie Reid                                        | It's Only a Paper Moon Billy Rose, E. Y. Harburg, Harold Arlen                                                                | 17.11.1945 (Air)      | 1      | 12 | Columbia 36 843  | Dies war nach Ella Fitzgerald die zweite und letzte Hit-Notierung des 1945 durch das Film-Musical Too Young to Know wieder aktuell gewordenen Lieds von 1932. Auch Nat King Cole und die Mills Brothers waren mit dem Song erfolgreich, der inzwischen dem Great American Songbook zuzurechnen ist. |
| Benny Goodman & his Orchestra, Vocal Chorus by Jane Harvey                                        | Close As Pages in a Book (from "Up in Central Park") Dorothy Fields, Sigmund Romberg                                          | 26.05.1945 (Air)      | 2      | 11 | Columbia 36 787  | Version des Stückes aus dem Broadway-Musical Up in Central Park (1945) von Herbert Fields und Dorothy Fields. |
| Benny Goodman & his Orchestra, Vocal Chorus by Liza Morrow                                        | My Guy's Come Back Ray McKinley, Mel Powell                                                                                   | 22.12.1945 (Air)      | 1      | 12 | Columbia 36 874  | |
| Benny Goodman & his Orchestra, Vocal Chorus by Liza Morrow                                        | Symphony Alex Alstone, Jack Lawrence                                                                                          | 15.12.1945            | 3      | 6  | Columbia 36 874  | B-Seite von My Guy's Come Back; Symphony basierte auf einem französischen Lied, das 1945/46 in fünf Versionen in den Charts notiert war, neben Goodman von Freddy Martin, Bing Crosby, Jo Stafford und Guy Lombardo. |
| Benny Goodman & his Orchestra, Vocal Chorus by Liza Morrow                                        | Symphony Alex Alstone, Jack Lawrence                                                                                          | 08.12.1945 (Air)      | 1      | 12 | Columbia 36 874  | B-Seite von My Guy's Come Back; Symphony basierte auf einem französischen Lied, das 1945/46 in fünf Versionen in den Charts notiert war, neben Goodman von Freddy Martin, Bing Crosby, Jo Stafford und Guy Lombardo. |
| Glen Gray & the Casa Loma Orchestra, Vocal Chorus by "Fats" Daniels                               | Gotta be This or That Sunny Skylar                                                                                            | 08.09.1945 (Juke Box) | 2      | 9  | Decca 18 691     | |
| Glen Gray & the Casa Loma Orchestra, Vocal Chorus by "Fats" Daniels                               | Gotta be This or That Sunny Skylar                                                                                            | 22.09.1945 (Air)      | 1      | 11 | Decca 18 691     | |
| Erskine Hawkins & his Orchestra                                                                   | Tippin' In Bobby Smith | 05.05.1945 (Juke Box) | 7      | 9  | Victor 20-1639   | |
| Erskine Hawkins & his Orchestra, Vocal Refrain by Ace Harris                                      | Caldonia Fleecie Moore | 16.06.1945 (Juke Box) | 2      | 12 | Victor 20-1659   | |
| Erskine Hawkins & his Orchestra, Vocal Refrain by Ace Harris                                      | Caldonia Fleecie Moore | 02.06.1945 (Air)      | 1      | 13 | Victor 20-1659   | |
| Dick Haymes with Victor Young & his Orchestra                                                     | I Wish I Knew (From 20th Century-Fox-Picture “Billy Rose’s Diamond Horseshoe”) Harry Warren, Mack Gordon                      | 08.09.1945            | 1      | 10 | Decca 18 662     | Version des Stückes aus der 20th Century-Fox-Produktion Billy Rose's Diamond Horseshoe (1945, Regie George Seaton), mit Betty Grable, Dick Haymes und Phil Silvers in den Hauptrollen. Dick Haymes und Betty Grable stellen den Song vor. |
| Dick Haymes with Victor Young & his Orchestra                                                     | I Wish I Knew (From 20th Century-Fox-Picture “Billy Rose’s Diamond Horseshoe”) Harry Warren, Mack Gordon                      | 28.07.1945 (Air)      | 4      | 6  | Decca 18 662     | Version des Stückes aus der 20th Century-Fox-Produktion Billy Rose's Diamond Horseshoe (1945, Regie George Seaton), mit Betty Grable, Dick Haymes und Phil Silvers in den Hauptrollen. Dick Haymes und Betty Grable stellen den Song vor. |
| Dick Haymes with Victor Young & his Orchestra                                                     | It Might as Well Be Spring (From 20th Century-Fox-Picture “State Fair”) Richard Rodgers, Oscar Hammerstein II                 | 17.11.1945            | 6      | 7  | Decca 18 706     | B-Seite von That’s for Me; Version des Stückes aus der 20th Century-Fox-Produktion Jahrmarkt der Liebe (1945, Regie Walter Lang), in dem der Song von Louanne Hogan (als Gesangsdouble von Jeanne Crain) vorgestellt wird. |
| Dick Haymes with Victor Young & his Orchestra                                                     | It Might as Well Be Spring (From 20th Century-Fox-Picture “State Fair”) Richard Rodgers, Oscar Hammerstein II                 | 08.12.1945 (Juke Box) | 2      | 8  | Decca 18 706     | B-Seite von That’s for Me; Version des Stückes aus der 20th Century-Fox-Produktion Jahrmarkt der Liebe (1945, Regie Walter Lang), in dem der Song von Louanne Hogan (als Gesangsdouble von Jeanne Crain) vorgestellt wird. |
| Dick Haymes with Victor Young & his Orchestra                                                     | It Might as Well Be Spring (From 20th Century-Fox-Picture “State Fair”) Richard Rodgers, Oscar Hammerstein II                 | 17.11.1945 (Air)      | 6      | 6  | Decca 18 706     | B-Seite von That’s for Me; Version des Stückes aus der 20th Century-Fox-Produktion Jahrmarkt der Liebe (1945, Regie Walter Lang), in dem der Song von Louanne Hogan (als Gesangsdouble von Jeanne Crain) vorgestellt wird. |
| Dick Haymes with Victor Young & his Orchestra                                                     | Laura (Theme Melody from 20th Century-Fox-Picture “Laura”) David Raksin, Johnny Mercer                                        | 26.05.1945            | 2      | 9  | Decca 18 666     | Version des Stückes aus der 20th Century-Fox-Produktion Laura. 1944/45 wurde der Filmsong (der bald zu einem Jazzstandard wurde) auch von Johnny Bothwell, Don Byas, Nat King Cole, Woody Herman, Harry James und Jerry Wald eingespielt. |
| Dick Haymes with Victor Young & his Orchestra                                                     | Laura (Theme Melody from 20th Century-Fox-Picture “Laura”) David Raksin, Johnny Mercer                                        | 02.06.1945 (Air)      | 3      | 10 | Decca 18 666     | Version des Stückes aus der 20th Century-Fox-Produktion Laura. 1944/45 wurde der Filmsong (der bald zu einem Jazzstandard wurde) auch von Johnny Bothwell, Don Byas, Nat King Cole, Woody Herman, Harry James und Jerry Wald eingespielt. |
| Dick Haymes with Victor Young & his Orchestra                                                     | That’s for Me (From 20th Century-Fox-Picture “State Fair”) Richard Rodgers, Oscar Hammerstein II                              | 03.11.1945            | 4      | 6  | Decca 18 706     | Version des Stückes aus der 20th Century-Fox-Produktion Jahrmarkt der Liebe (1945, Regie Walter Lang) in dem der Song von Dick Haymes und Louanne Hogan (als Gesangsdouble von Jeanne Crain) vorgestellt wird. |
| Dick Haymes with Victor Young & his Orchestra                                                     | That’s for Me (From 20th Century-Fox-Picture “State Fair”) Richard Rodgers, Oscar Hammerstein II                              | 17.11.1945 (Juke Box) | 1      | 14 | Decca 18 706     | Version des Stückes aus der 20th Century-Fox-Produktion Jahrmarkt der Liebe (1945, Regie Walter Lang) in dem der Song von Dick Haymes und Louanne Hogan (als Gesangsdouble von Jeanne Crain) vorgestellt wird. |
| Dick Haymes with Victor Young & his Orchestra                                                     | That’s for Me (From 20th Century-Fox-Picture “State Fair”) Richard Rodgers, Oscar Hammerstein II                              | 13.10.1945 (Air)      | 10     | 6  | Decca 18 706     | Version des Stückes aus der 20th Century-Fox-Produktion Jahrmarkt der Liebe (1945, Regie Walter Lang) in dem der Song von Dick Haymes und Louanne Hogan (als Gesangsdouble von Jeanne Crain) vorgestellt wird. |
| Dick Haymes with Victor Young & his Orchestra                                                     | The More I See You (Featured in 20th Century-Fox Picture "Billy Rose's Diamond Horseshoe") Harry Warren, Mack Gordon          | 07.07.1945 (Air)      | 2      | 7  | Decca 23 434     | Original-Version des Stückes aus der 20th Century-Fox-Produktion Billy Rose's Diamond Horseshoe. |
| Dick Haymes with Victor Young & his Orchestra                                                     | Till the End of Time Ted Mossman, Buddy Kaye                                                                                  | 22.09.1945            | 8      | 3  | Decca 18 699     | Neben Haymes waren auch Les Brown, Perry Como, Betty Jane Rhodes und Frank Sinatra 1945 mit diesem Song erfolgreich. |
| Dick Haymes with Victor Young & his Orchestra                                                     | Till the End of Time Ted Mossman, Buddy Kaye                                                                                  | 29.09.1945 (Juke Box) | 9      | 6  | Decca 18 699     | Neben Haymes waren auch Les Brown, Perry Como, Betty Jane Rhodes und Frank Sinatra 1945 mit diesem Song erfolgreich. |
| Dick Haymes with Victor Young & his Orchestra                                                     | Till the End of Time Ted Mossman, Buddy Kaye                                                                                  | 15.09.1945 (Air)      | 4      | 6  | Decca 18 699     | Neben Haymes waren auch Les Brown, Perry Como, Betty Jane Rhodes und Frank Sinatra 1945 mit diesem Song erfolgreich. |
| Helen Forrest and Dick Haymes with Victor Young & his Orchestra                                   | I’ll Buy That Dream (From RKO-Picture “Sing Your Way Home”) Allie Wrubel, Herb Magidson                                       | 06.10.1945            | 11     | 2  | Decca 23 434     | Version des Stückes aus der RKO-Produktion Sing Your Way Home (1945, Regie Anthony Mann), in dem der Song von Anne Jeffreys & Chor bzw. von Marcy McGuire und Glenn Vernon vorgestellt wird. |
| Helen Forrest and Dick Haymes with Victor Young & his Orchestra                                   | I’ll Buy That Dream (From RKO-Picture “Sing Your Way Home”) Allie Wrubel, Herb Magidson                                       | 06.10.1945 (Juke Box) | 11     | 3  | Decca 23 434     | Version des Stückes aus der RKO-Produktion Sing Your Way Home (1945, Regie Anthony Mann), in dem der Song von Anne Jeffreys & Chor bzw. von Marcy McGuire und Glenn Vernon vorgestellt wird. |
| Helen Forrest and Dick Haymes with Victor Young & his Orchestra                                   | I’ll Buy That Dream (From RKO-Picture “Sing Your Way Home”) Allie Wrubel, Herb Magidson                                       | 08.09.1945 (Air)      | 13     | 3  | Decca 23 434     | Version des Stückes aus der RKO-Produktion Sing Your Way Home (1945, Regie Anthony Mann), in dem der Song von Anne Jeffreys & Chor bzw. von Marcy McGuire und Glenn Vernon vorgestellt wird. |
| Horace Heidt & his Musical Knights, Vocal Chorus by Gene Walsh, Sweetswingsters & Glee Club       | Don’t Fence Me In (From “Hollywood Canteen”) Cole Porter                                                                      | 03.02.1945            | 2      | 10 | Columbia 36 761  | Version des Stückes aus der Warner-Bros.-Produktion Hollywood Canteen, in der der Song drei Mal, nämlich von Roy Rogers, den Andrews Sisters und von Jimmy Dorsey and His Orchestra präsentiert wird. |
| Woody Herman & his Orchestra                                                                      | A Kiss Goodnight Freddie Slack, Floyd Victor, Reba Herman                                                                     | 11.08.1945 (Air)      | 3      | 9  | Columbia 36 789  | |
| Woody Herman & his Orchestra                                                                      | Caldonia Fleecie Moore | 05.05.1945            | 6      | 6  | Columbia 36 789  | Der Jump Blues Caldonia würde zuerst von Louis Jordan and his Tympany Five aufgenommen und war deren größter Hit, bekannt auch aus dem gleichnamigen Musikfilm (1945, Regie William Forest Crouch), mit Louis Jordan, Cab Calloway, Doc Cheatham und Milt Hinton. |
| Woody Herman & his Orchestra                                                                      | Caldonia Fleecie Moore | 02.06.1945 (Juke Box) | 1      | 15 | Columbia 36 789  | Der Jump Blues Caldonia würde zuerst von Louis Jordan and his Tympany Five aufgenommen und war deren größter Hit, bekannt auch aus dem gleichnamigen Musikfilm (1945, Regie William Forest Crouch), mit Louis Jordan, Cab Calloway, Doc Cheatham und Milt Hinton. |
| Woody Herman & his Orchestra                                                                      | Caldonia Fleecie Moore | 05.05.1945 (Air)      | 14     | 2  | Columbia 36 789  | Der Jump Blues Caldonia würde zuerst von Louis Jordan and his Tympany Five aufgenommen und war deren größter Hit, bekannt auch aus dem gleichnamigen Musikfilm (1945, Regie William Forest Crouch), mit Louis Jordan, Cab Calloway, Doc Cheatham und Milt Hinton. |
| Woody Herman & his Orchestra                                                                      | Laura (From “Laura”) Johnny Mercer, David Raksin                                                                              | 14.04.1945            | 4      | 7  | Columbia 36 785  | Version des Stückes aus der 20th Century-Fox-Produktion Laura; Bandleader Woody Herman ist auch Vokalist dieser Version. |
| Woody Herman & his Orchestra                                                                      | Laura (From “Laura”) Johnny Mercer, David Raksin                                                                              | 21.04.1945 (Air)      | 11     | 4  | Columbia 36 785  | Version des Stückes aus der 20th Century-Fox-Produktion Laura; Bandleader Woody Herman ist auch Vokalist dieser Version. |
| Hildegarde with Guy Lombardo & his Royal Canadians & the Song Spinners                            | June Is Bustin' Out All Over (From Theatre Guild Musical Play "Carousel") Richard Rodgers, Oscar Hammerstein II               | 18.08.1945 (Air)      | 1      | 6  | Decca 23 428     | Version des Stückes aus dem Broadway-Musical Carousel. |
| Betty Hutton with Paul Weston & his Orchestra                                                     | Doctor, Lawyer, Indian Chief (From B. G. DeSylva-Production “The Stork Club”) Paul Francis Webster, Hoagy Carmichael          | 15.12.1945            | 2      | 8  | Capitol 220      | Version des Stückes aus der Musikkomödie The Stork Club (1945, Regie Hal Walker), in dem Betty Hutton den Song präsentiert Songautor Hoagy Carmichael nahm das Lied für V-Disc auf; es folgten noch Versionen von Les Brown & Butch Stone und The Squadronaires. |
| Betty Hutton with Paul Weston & his Orchestra                                                     | Doctor, Lawyer, Indian Chief (From B. G. DeSylva-Production “The Stork Club”) Paul Francis Webster, Hoagy Carmichael          | 15.12.1945 (Juke Box) | 1      | 10 | Capitol 220      | Version des Stückes aus der Musikkomödie The Stork Club (1945, Regie Hal Walker), in dem Betty Hutton den Song präsentiert Songautor Hoagy Carmichael nahm das Lied für V-Disc auf; es folgten noch Versionen von Les Brown & Butch Stone und The Squadronaires. |
| Betty Hutton with Paul Weston & his Orchestra                                                     | Doctor, Lawyer, Indian Chief (From B. G. DeSylva-Production “The Stork Club”) Paul Francis Webster, Hoagy Carmichael          | 08.12.1945 (Air)      | 2      | 15 | Capitol 220      | Version des Stückes aus der Musikkomödie The Stork Club (1945, Regie Hal Walker), in dem Betty Hutton den Song präsentiert Songautor Hoagy Carmichael nahm das Lied für V-Disc auf; es folgten noch Versionen von Les Brown & Butch Stone und The Squadronaires. |
| Betty Hutton with Paul Weston & his Orchestra                                                     | Stuff Like That There Jay Livingston, Ray Evans                                                                               | 14.04.1945            | 1      | 7  | Capitol 188      | Mit Songs wie Stuff Like That There porträtierten Betty Hutton und andere energiegeladene Sängerinnen das neue moderne Mädchen in Filmen. |
| Betty Hutton with Paul Weston & his Orchestra                                                     | Stuff Like That There Jay Livingston, Ray Evans                                                                               | 07.04.1945 (Juke Box) | 10     | 6  | Capitol 188      | Mit Songs wie Stuff Like That There porträtierten Betty Hutton und andere energiegeladene Sängerinnen das neue moderne Mädchen in Filmen. |
| Betty Hutton with Paul Weston & his Orchestra                                                     | Stuff Like That There Jay Livingston, Ray Evans                                                                               | 14.04.1945 (Air)      | 8      | 4  | Capitol 188      | Mit Songs wie Stuff Like That There porträtierten Betty Hutton und andere energiegeladene Sängerinnen das neue moderne Mädchen in Filmen. |
| The Ink Spots & Ella Fitzgerald                                                                   | I’m Beginning to See the Light Harry James, Duke Ellington, Johnny Hodges, Don George                                         | 05.05.1945            | 2      | 7  | Decca 23 399     | Nach Harry James (ab 27. Januar) und quasi als Ablösung von Duke Ellington, der mit dem Song für zwölf Wochen in den Top-Charts notiert war, kam nun Ella Fitzgerald in die Hitparaden. Sicher haben die Nachrichten vom bevorstehenden Ende des Zweiten Weltkriegs weiter zum Erfolg dieses Swing-Klassikers beigetragen. |
| The Ink Spots & Ella Fitzgerald                                                                   | I’m Beginning to See the Light Harry James, Duke Ellington, Johnny Hodges, Don George                                         | 28.04.1945 (Juke Box) | 6      | 5  | Decca 23 399     | Nach Harry James (ab 27. Januar) und quasi als Ablösung von Duke Ellington, der mit dem Song für zwölf Wochen in den Top-Charts notiert war, kam nun Ella Fitzgerald in die Hitparaden. Sicher haben die Nachrichten vom bevorstehenden Ende des Zweiten Weltkriegs weiter zum Erfolg dieses Swing-Klassikers beigetragen. |
| The Ink Spots & Ella Fitzgerald                                                                   | I’m Beginning to See the Light Harry James, Duke Ellington, Johnny Hodges, Don George                                         | 28.04.1945 (Air)      | 1      | 11 | Decca 23 399     | Nach Harry James (ab 27. Januar) und quasi als Ablösung von Duke Ellington, der mit dem Song für zwölf Wochen in den Top-Charts notiert war, kam nun Ella Fitzgerald in die Hitparaden. Sicher haben die Nachrichten vom bevorstehenden Ende des Zweiten Weltkriegs weiter zum Erfolg dieses Swing-Klassikers beigetragen. |
| The Ink Spots & Ella Fitzgerald with Instrumental Accompaniment                                   | I’m Making Believe (From 20th Century-Fox-Picture “Sweet And Low-Down”) James V. Monaco, Mack Gordon                          | 30.12.1944            | 7      | 2  | Decca 23 356     | Version des Stückes aus der 20th Century-Fox-Produktion Sweet and Low-Down. Der Song, bei dem sich Bill Kenny, Mitglied der Ink Spots und Fitzgerald abwechseln, wurde auch von den Three Suns, Hal McIntyre und Mark Warnow aufgenommen. |
| The Ink Spots & Ella Fitzgerald with Instrumental Accompaniment                                   | I’m Making Believe (From 20th Century-Fox-Picture “Sweet And Low-Down”) James V. Monaco, Mack Gordon                          | 30.12.1944 (Juke Box) | 9      | 3  | Decca 23 356     | Version des Stückes aus der 20th Century-Fox-Produktion Sweet and Low-Down. Der Song, bei dem sich Bill Kenny, Mitglied der Ink Spots und Fitzgerald abwechseln, wurde auch von den Three Suns, Hal McIntyre und Mark Warnow aufgenommen. |
| The Ink Spots & Ella Fitzgerald with Instrumental Accompaniment                                   | I’m Making Believe (From 20th Century-Fox-Picture “Sweet And Low-Down”) James V. Monaco, Mack Gordon                          | 27.01.1945 (Air)      | 5      | 5  | Decca 23 356     | Version des Stückes aus der 20th Century-Fox-Produktion Sweet and Low-Down. Der Song, bei dem sich Bill Kenny, Mitglied der Ink Spots und Fitzgerald abwechseln, wurde auch von den Three Suns, Hal McIntyre und Mark Warnow aufgenommen. |
| The Ink Spots & Ella Fitzgerald with Instrumental Accompaniment                                   | Into Each Life Some Rain Must Fall Allan Roberts, Doris Fisher                                                                | 13.01.1945            | 3      | 5  | Decca 23 356     | B-Seite von I’m Making Believe. Auch die Bands von Charlie Spivak und Charlie Barnet nahmen den Song 1944 auf. |
| The Ink Spots & Ella Fitzgerald with Instrumental Accompaniment                                   | Into Each Life Some Rain Must Fall Allan Roberts, Doris Fisher                                                                | 30.12.1944 (Juke Box) | 10     | 2  | Decca 23 356     | B-Seite von I’m Making Believe. Auch die Bands von Charlie Spivak und Charlie Barnet nahmen den Song 1944 auf. |
| Harry James & his Orchestra, Vocal Chorus by Buddy DiVito                                         | If I Loved You (from the "Carousel") Oscar Hammerstein II, Richard Rodgers                                                    | 28.07.1945 (Air)      | 3      | 8  | Columbia 36 806  | Version des Stückes aus dem Broadway-Musical Carousel. |
| Harry James & his Orchestra, Vocal Chorus by Kitty Kallen                                         | 11:60 P.M. Seger Ellis, Don George                                                                                            | 22.09.1945            | 1      | 8  | Columbia 36 827  | 11.60 p.m., die romantische Mitternacht benennend, war nur von Harry James in den Charts notiert. Der Bandleader nahm den Titel mehrmals auf. |
| Harry James & his Orchestra, Vocal Chorus by Kitty Kallen                                         | 11:60 P.M. Seger Ellis, Don George                                                                                            | 29.09.1945 (Juke Box) | 2      | 8  | Columbia 36 827  | 11.60 p.m., die romantische Mitternacht benennend, war nur von Harry James in den Charts notiert. Der Bandleader nahm den Titel mehrmals auf. |
| Harry James & his Orchestra, Vocal Chorus by Kitty Kallen                                         | 11:60 P.M. Seger Ellis, Don George                                                                                            | 13.10.1945 (Air)      | 2      | 8  | Columbia 36 827  | 11.60 p.m., die romantische Mitternacht benennend, war nur von Harry James in den Charts notiert. Der Bandleader nahm den Titel mehrmals auf. |
| Harry James & his Orchestra, Vocal Chorus by Kitty Kallen                                         | I Don't Care Who Knows It (From "Nob Hill") Harold Adamson, Jimmy McHugh                                                      | 07.04.1945 (Air)      | 1      | 8  | Columbia 36 778  | Version des Stückes aus der 20th Century-Fox-Produktion Nob Hill (1945) von Henry Hathaway. |
| Harry James & his Orchestra, Vocal Chorus by Kitty Kallen                                         | I’ll Buy That Dream Herb Magidson, Allie Wrubel                                                                               | 13.10.1945            | 7      | 6  | Columbia 36 833  | Anne Jeffreys sang das Lied in dem Film-Musical Sing Your Way Home (1945, Regie Anthony Mann). 1945 waren mit dem Song neben James auch Helen Forrest & Dick Haymes sowie die Band von Hal McIntyre in den Charts. |
| Harry James & his Orchestra, Vocal Chorus by Kitty Kallen                                         | I’ll Buy That Dream Herb Magidson, Allie Wrubel                                                                               | 06.10.1945 (Juke Box) | 12     | 2  | Columbia 36 833  | Anne Jeffreys sang das Lied in dem Film-Musical Sing Your Way Home (1945, Regie Anthony Mann). 1945 waren mit dem Song neben James auch Helen Forrest & Dick Haymes sowie die Band von Hal McIntyre in den Charts. |
| Harry James & his Orchestra, Vocal Chorus by Kitty Kallen                                         | I’ll Buy That Dream Herb Magidson, Allie Wrubel                                                                               | 29.09.1945 (Air)      | 12     | 3  | Columbia 36 833  | Anne Jeffreys sang das Lied in dem Film-Musical Sing Your Way Home (1945, Regie Anthony Mann). 1945 waren mit dem Song neben James auch Helen Forrest & Dick Haymes sowie die Band von Hal McIntyre in den Charts. |
| Harry James & his Orchestra, Vocal Chorus by Kitty Kallen                                         | I’m Beginning to See the Light Harry James, Duke Ellington, Johnny Hodges, Don George                                         | 10.02.1945            | 13     | 4  | Columbia 36 758  | Als der Streik der Musikergewerkschaft beendet war, nahm James als erstes im November 1944 auch diesen Hodges-Ellington-Titel auf; zum sich abzeichnenden Kriegsende war er auch durch seinen beziehungsreichen Titel erfolgreich. |
| Harry James & his Orchestra, Vocal Chorus by Kitty Kallen                                         | I’m Beginning to See the Light Harry James, Duke Ellington, Johnny Hodges, Don George                                         | 03.02.1945 (Juke Box) | 18     | 4  | Columbia 36 758  | Als der Streik der Musikergewerkschaft beendet war, nahm James als erstes im November 1944 auch diesen Hodges-Ellington-Titel auf; zum sich abzeichnenden Kriegsende war er auch durch seinen beziehungsreichen Titel erfolgreich. |
| Harry James & his Orchestra, Vocal Chorus by Kitty Kallen                                         | I’m Beginning to See the Light Harry James, Duke Ellington, Johnny Hodges, Don George                                         | 27.01.1945 (Air)      | 17     | 1  | Columbia 36 758  | Als der Streik der Musikergewerkschaft beendet war, nahm James als erstes im November 1944 auch diesen Hodges-Ellington-Titel auf; zum sich abzeichnenden Kriegsende war er auch durch seinen beziehungsreichen Titel erfolgreich. |
| Harry James & his Orchestra, Vocal Chorus by Kitty Kallen                                         | It’s Been a Long, Long Time Sammy Cahn, Jule Styne                                                                            | 20.10.1945            | 10     | 1  | Columbia 36 838  | Zeitgleich war Bing Crosby (mit Les Paul und seinem Trio) in den Charts. Text und Titel hatten eine äußerst aktuelle Bedeutung hinsichtlich der Rückkehr der Soldaten aus dem Kriegseinsatz. Im Laufe des Jahres waren auch Charlie Spivak und Stan Kenton mit dem Titel in den Charts notiert. |
| Harry James & his Orchestra, Vocal Chorus by Kitty Kallen                                         | It’s Been a Long, Long Time Sammy Cahn, Jule Styne                                                                            | 27.10.1945 (Juke Box) | 9      | 2  | Columbia 36 838  | Zeitgleich war Bing Crosby (mit Les Paul und seinem Trio) in den Charts. Text und Titel hatten eine äußerst aktuelle Bedeutung hinsichtlich der Rückkehr der Soldaten aus dem Kriegseinsatz. Im Laufe des Jahres waren auch Charlie Spivak und Stan Kenton mit dem Titel in den Charts notiert. |
| Harry James & his Orchestra, Vocal Chorus by Kitty Kallen                                         | It’s Been a Long, Long Time Sammy Cahn, Jule Styne                                                                            | 13.10.1945 (Air)      | 11     | 1  | Columbia 36 838  | Zeitgleich war Bing Crosby (mit Les Paul und seinem Trio) in den Charts. Text und Titel hatten eine äußerst aktuelle Bedeutung hinsichtlich der Rückkehr der Soldaten aus dem Kriegseinsatz. Im Laufe des Jahres waren auch Charlie Spivak und Stan Kenton mit dem Titel in den Charts notiert. |
| Harry James & his Orchestra, Vocal Chorus by Kitty Kallen                                         | Waitin' for the Train to Come In Sunny Skylar, Martin Block                                                                   | 24.11.1945            | 1      | 10 | Columbia 36 867  | Den Titel nahmen in dieser Zeit auch Peggy Lee (Cpaitil) und Louis Prima (Majestic) auf. |
| Harry James & his Orchestra, Vocal Chorus by Kitty Kallen                                         | Waitin' for the Train to Come In Sunny Skylar, Martin Block                                                                   | 01.12.1945 (Juke Box) | 4      | 6  | Columbia 36 867  | Den Titel nahmen in dieser Zeit auch Peggy Lee (Cpaitil) und Louis Prima (Majestic) auf. |
| Harry James & his Orchestra, Vocal Chorus by Kitty Kallen                                         | Waitin' for the Train to Come In Sunny Skylar, Martin Block                                                                   | 24.11.1945 (Air)      | 4      | 8  | Columbia 36 867  | Den Titel nahmen in dieser Zeit auch Peggy Lee (Cpaitil) und Louis Prima (Majestic) auf. |
| Harry James & his Orchestra, Vocal Chorus by Kitty Kallen                                         | Yah-Ta-Ta, Yah-Ta-Ta Johnny Burke, Jimmy Van Heusen                                                                           | 26.05.1945 (Air)      | 1      | 11 | Columbia 36 788  | |
| Harry James & his Orchestra, Vocal Chorus by Ruth Haag                                            | I Can't Begin to Tell You (from "The Dolly Sisters") James V. Monaco, Mack Gordon                                             | 22.12.1945 (Juke Box) | 1      | 15 | Columbia 36 867  | Version des Stückes aus der 20th Century-Fox-Produktion The Dolly Sisters; hinter dem Pseudonym Ruth Haag verbirgt sich Betty Grable. |
| Harry James & his Orchestra, Vocal Chorus by Ruth Haag                                            | I Can't Begin to Tell You (from "The Dolly Sisters") James V. Monaco, Mack Gordon                                             | 08.12.1945 (Air)      | 3      | 7  | Columbia 36 867  | Version des Stückes aus der 20th Century-Fox-Produktion The Dolly Sisters; hinter dem Pseudonym Ruth Haag verbirgt sich Betty Grable. |
| The Jesters                                                                                       | Bell Bottom Trousers Moe Jaffe                                                                                                | 23.06.1945 (Juke Box) | 1      | 14 | Decca 4452       | |
| The Jesters                                                                                       | Bell Bottom Trousers Moe Jaffe                                                                                                | 16.06.1945 (Air)      | 2      | 11 | Decca 4452       | |
| Johnnie Johnston with Paul Baron & his Orchestra                                                  | (All of a Sudden) My Heart Sings (from MGM Picture "Anchors Aweigh") Harold Rome, Jamblin, Henri Herpin                       | 24.03.1945 (Air)      | 1      | 7  | Capitol 186      | Version des Stückes aus der MGM-Produktion Urlaub in Hollywood von George Sidney, die in der Filmversion von Kathryn Grayson interpretiert wurde. Der Titel ist eine englischsprachige Version des französischen Originals Ma mie von Henri Herpin aus dem Jahr 1935. |
| Johnnie Johnston with Paul Baron & his Orchestra                                                  | Laura (Theme Melody from 20th Century-Fox-Picture “Laura”) Johnny Mercer, David Raksin                                        | 02.06.1945            | 5      | 5  | Capitol 196      | Version des Stückes aus der 20th Century-Fox-Produktion Laura. Johnny Johnston (1915–1996) war ein US-amerikanischer Schauspieler (Star Spangled Rhythm) und Sänger, der in den 1940er Jahren beliebt war. |
| Johnnie Johnston with Paul Baron & his Orchestra                                                  | Laura (Theme Melody from 20th Century-Fox-Picture “Laura”) Johnny Mercer, David Raksin                                        | 02.06.1945 (Air)      | 4      | 9  | Capitol 196      | Version des Stückes aus der 20th Century-Fox-Produktion Laura. Johnny Johnston (1915–1996) war ein US-amerikanischer Schauspieler (Star Spangled Rhythm) und Sänger, der in den 1940er Jahren beliebt war. |
| Johnnie Johnston with Paul Baron & his Orchestra                                                  | There Must be a Way Sammy Gallop, David Saxon, Robert Cook                                                                    | 28.07.1945 (Juke Box) | 2      | 11 | Capitol 196      | B-Seite von Laura. |
| Johnnie Johnston with Paul Baron & his Orchestra                                                  | There Must be a Way Sammy Gallop, David Saxon, Robert Cook                                                                    | 11.08.1945 (Air)      | 1      | 9  | Capitol 196      | B-Seite von Laura. |
| Spike Jones & his City Slickers                                                                   | Holiday for Strings (From the Paramount-Picture “Ladies Man”) Sammy Gallop, David Rose                                        | 24.11.1945            | 1      | 10 | Victor 20-1733   | Holiday for Strings war ab 1943 ein populärer Titel im Repertoire der Orchester von Sonny Dunham, Jimmy Dorsey, Harry James, Kay Kyser, Lionel Hamton und Glenn Miller. Die Spike-Jones-Version stammte aus der Paramount-Produktion Ladies' Man; sie fand von 1951 bis 1971 als Titellied der Red Skelton Show Verwendung. |
| Spike Jones & his City Slickers, Vocal Refrain by Carl Grayson                                    | Cocktails for Two Sam Coslow, Arthur Johnston                                                                                 | 27.01.1945            | 8      | 4  | Victor 20-1628   | Mit dem Titel war das Duke Ellington Orchestra bereits in den 1930er-Jahren erfolgreich; in den folgenden Jahren nahmen ihn auch Art Tatum, Tommy Dorsey, Benny Carter und Sam Donahue auf, bevor ihn Spike Jones & His City Slickers veralberten. |
| Spike Jones & his City Slickers, Vocal Refrain by Carl Grayson                                    | Cocktails for Two Sam Coslow, Arthur Johnston                                                                                 | 10.02.1945 (Juke Box) | 4      | 9  | Victor 20-1628   | Mit dem Titel war das Duke Ellington Orchestra bereits in den 1930er-Jahren erfolgreich; in den folgenden Jahren nahmen ihn auch Art Tatum, Tommy Dorsey, Benny Carter und Sam Donahue auf, bevor ihn Spike Jones & His City Slickers veralberten. |
| Spike Jones & his City Slickers, Vocal Refrain by Carl Grayson                                    | Cocktails for Two Sam Coslow, Arthur Johnston                                                                                 | 03.02.1945 (Air)      | 8      | 5  | Victor 20-1628   | Mit dem Titel war das Duke Ellington Orchestra bereits in den 1930er-Jahren erfolgreich; in den folgenden Jahren nahmen ihn auch Art Tatum, Tommy Dorsey, Benny Carter und Sam Donahue auf, bevor ihn Spike Jones & His City Slickers veralberten. |
| Spike Jones & his City Slickers, Vocal Refrain by Red Ingle                                       | Chloe (Featured in Paramount-Picture “Bring on the Girls”) Gus Kahn, Neil Moret                                               | 05.05.1945            | 4      | 5  | Victor 20-1654   | Aus der Paramount-Produktion Bring on the Girls (1945, Regie Sidney Lanfield), in der der Song auch von Spike Jones and His City Slickers (Gesang Red Ingle) präsentiert wird. In den Hauptrollen spielten Veronica Lake, Sonny Tufts und Eddie Bracken. |
| Spike Jones & his City Slickers, Vocal Refrain by Red Ingle                                       | Chloe (Featured in Paramount-Picture “Bring on the Girls”) Gus Kahn, Neil Moret                                               | 05.05.1945 (Air)      | 5      | 11 | Victor 20-1654   | Aus der Paramount-Produktion Bring on the Girls (1945, Regie Sidney Lanfield), in der der Song auch von Spike Jones and His City Slickers (Gesang Red Ingle) präsentiert wird. In den Hauptrollen spielten Veronica Lake, Sonny Tufts und Eddie Bracken. |
| Louis Jordan & his Tympany Five                                                                   | Caldonia Fleecie Moore | 02.06.1945            | 6      | 6  | Decca 8670       | „Walkin with my baby she’s got great big feet / Shes long, lean, and lanky and aint had nothing to eat / Shes my baby and I love her just the same / Crazy ’bout that woman cause Caldonia is her name“ |
| Louis Jordan & his Tympany Five                                                                   | Caldonia Fleecie Moore | 09.06.1945 (Juke Box) | 7      | 9  | Decca 8670       | „Walkin with my baby she’s got great big feet / Shes long, lean, and lanky and aint had nothing to eat / Shes my baby and I love her just the same / Crazy ’bout that woman cause Caldonia is her name“ |
| Stan Kenton & his Orchestra, Vocal by Anita O’Day                                                 | And Her Tears Flowed Like Wine Joe Greene, Charles Lawrence, Stan Kenton                                                      | 30.12.1944            | 1      | 10 | Capitol 166      | Her Tears Flowed Like Wine war Kentons erste kommerziell erfolgreiche Single. Sängerin Anita O’Day hatte den Afroamerikaner Jesse Price mit ins Studio gebracht und von Kenton verlangt, ihn an der Session mitwirken zu lassen. |
| Stan Kenton & his Orchestra, Vocal by Anita O’Day                                                 | And Her Tears Flowed Like Wine Joe Greene, Charles Lawrence, Stan Kenton                                                      | 30.12.1944 (Juke Box) | 4      | 12 | Capitol 166      | Her Tears Flowed Like Wine war Kentons erste kommerziell erfolgreiche Single. Sängerin Anita O’Day hatte den Afroamerikaner Jesse Price mit ins Studio gebracht und von Kenton verlangt, ihn an der Session mitwirken zu lassen. |
| Stan Kenton & his Orchestra, Vocal by Anita O’Day                                                 | And Her Tears Flowed Like Wine Joe Greene, Charles Lawrence, Stan Kenton                                                      | 30.12.1944 (Air)      | 1      | 11 | Capitol 166      | Her Tears Flowed Like Wine war Kentons erste kommerziell erfolgreiche Single. Sängerin Anita O’Day hatte den Afroamerikaner Jesse Price mit ins Studio gebracht und von Kenton verlangt, ihn an der Session mitwirken zu lassen. |
| Stan Kenton & his Orchestra, Vocal by June Christy                                                | It’s Been a Long, Long Time Jule Styne, Sammy Cahn                                                                            | 17.11.1945            | 4      | 6  | Capitol 219      | Nach Harry James war dies die zweite und letzte Version des Songs in den US-Charts, der in dieser Zeit von fast allen namhaften Bands aufgenommen wurde. |
| Stan Kenton & his Orchestra, Vocal by June Christy                                                | It’s Been a Long, Long Time Jule Styne, Sammy Cahn                                                                            | 17.11.1945 (Juke Box) | 3      | 10 | Capitol 219      | Nach Harry James war dies die zweite und letzte Version des Songs in den US-Charts, der in dieser Zeit von fast allen namhaften Bands aufgenommen wurde. |
| Stan Kenton & his Orchestra, Vocal by June Christy                                                | It’s Been a Long, Long Time Jule Styne, Sammy Cahn                                                                            | 03.11.1945 (Air)      | 7      | 8  | Capitol 219      | Nach Harry James war dies die zweite und letzte Version des Songs in den US-Charts, der in dieser Zeit von fast allen namhaften Bands aufgenommen wurde. |
| Stan Kenton & his Orchestra, Vocal by June Christy & Glee Club                                    | Tampico Doris Fisher, Allan Roberts                                                                                           | 04.08.1945            | 13     | 4  | Capitol 202      | Unter der Regie von William Forrest Crouch entstand auch ein Soundie mit dem Popsong, den 1945 auch Woody Herman and His Orchestra im Repertoire hatte. |
| Stan Kenton & his Orchestra, Vocal by June Christy & Glee Club                                    | Tampico Doris Fisher, Allan Roberts                                                                                           | 18.08.1945 (Juke Box) | 13     | 3  | Capitol 202      | Unter der Regie von William Forrest Crouch entstand auch ein Soundie mit dem Popsong, den 1945 auch Woody Herman and His Orchestra im Repertoire hatte. |
| Stan Kenton & his Orchestra, Vocal by June Christy & Glee Club                                    | Tampico Doris Fisher, Allan Roberts                                                                                           | 28.07.1945 (Air)      | 14     | 2  | Capitol 202      | Unter der Regie von William Forrest Crouch entstand auch ein Soundie mit dem Popsong, den 1945 auch Woody Herman and His Orchestra im Repertoire hatte. |
| Evelyn Knight with Toots Camarata & his Orchestra                                                 | Dance with a Dolly (with a Hole in Her Stocking) Terry Shand, Jimmy Eaton                                                     | 06.01.1945 (Juke Box) | 1      | 16 | Decca 18 614     | |
| Evelyn Knight & the Jesters with Bob Haggart & his Orchestra                                      | Chickery Chick Sidney Lippman, Sylvia Dee                                                                                     | 22.12.1945 (Juke Box) | 1      | 13 | Decca 18 725     | |
| Gene Krupa, Vocal Chorus by Buddy Stewart                                                         | Along the Navajo Trail Larry Markes, Dick Charles, Eddie DeLange                                                              | 20.10.1945 (Air)      | 1      | 7  | Columbia 36 846  | |
| Kay Kyser & his Orchestra, Vocal Chorus by Dolly Mitchell & Vocal Trio                            | Ac-Cent-Tchu-Ate the Positive (from "Here Come the Waves") Johnny Mercer, Harold Arlen                                        | 17.03.1945 (Juke Box) | 1      | 12 | Columbia 36 771  | Weitere Version des Stückes aus der Paramount-Produktion Here Come the Waves. |
| Kay Kyser & his Orchestra, Vocal Chorus by Ferdy, Slim & Quartet                                  | Bell Bottom Trousers Moe Jaffe                                                                                                | 16.06.1945            | 6      | 5  | Columbia 36 801  | Populärer Novelty Song des Jahres 1945, den damals auch das Vokalquartett The Four Blues (De Luxe), Louis Prima (Majestic), George Paxton (Guild), Connie Boswell (V-Disc), Guy Lombardo (Decca) und Tony Pastor (Victor) aufnahmen. Jerry Colonna & Skinnay Ennis traten mit dem Song in The Pepsodent Show auf. |
| Kay Kyser & his Orchestra, Vocal Chorus by Ferdy, Slim & Quartet                                  | Bell Bottom Trousers Moe Jaffe                                                                                                | 09.06.1945 (Juke Box) | 10     | 6  | Columbia 36 801  | Populärer Novelty Song des Jahres 1945, den damals auch das Vokalquartett The Four Blues (De Luxe), Louis Prima (Majestic), George Paxton (Guild), Connie Boswell (V-Disc), Guy Lombardo (Decca) und Tony Pastor (Victor) aufnahmen. Jerry Colonna & Skinnay Ennis traten mit dem Song in The Pepsodent Show auf. |
| Kay Kyser & his Orchestra, Vocal Chorus by Ferdy, Slim & Quartet                                  | Bell Bottom Trousers Moe Jaffe                                                                                                | 16.06.1945 (Air)      | 10     | 3  | Columbia 36 801  | Populärer Novelty Song des Jahres 1945, den damals auch das Vokalquartett The Four Blues (De Luxe), Louis Prima (Majestic), George Paxton (Guild), Connie Boswell (V-Disc), Guy Lombardo (Decca) und Tony Pastor (Victor) aufnahmen. Jerry Colonna & Skinnay Ennis traten mit dem Song in The Pepsodent Show auf. |
| Kay Kyser & his Orchestra, Vocal Chorus by Georgia Carroll                                        | There Goes That Song Again (from “Carolina Blues”) Sammy Cahn, Jule Styne                                                     | 20.01.1945            | 2      | 7  | Columbia 36 757  | Version des Stückes aus der Columbia-Produktion Carolina Blues (1944, Regie Leigh Jason), in dem Kay Kyser, Ann Miller und Victor Moore auftreten. Vokalist Harry Babbitt und Kay Kysers Orchester stellen den Song vor. |
| Kay Kyser & his Orchestra, Vocal Chorus by Georgia Carroll                                        | There Goes That Song Again (from “Carolina Blues”) Sammy Cahn, Jule Styne                                                     | 20.01.1945 (Juke Box) | 4      | 12 | Columbia 36 757  | Version des Stückes aus der Columbia-Produktion Carolina Blues (1944, Regie Leigh Jason), in dem Kay Kyser, Ann Miller und Victor Moore auftreten. Vokalist Harry Babbitt und Kay Kysers Orchester stellen den Song vor. |
| Kay Kyser & his Orchestra, Vocal Chorus by Michael Douglas & Group                                | Rosemary Jimmie Dodd, John Jacob Loeb                                                                                         | 08.09.1945 (Juke Box) | 1      | 12 | Columbia 36 824  | Mike Douglas machte ab 1961 als langjähriger Gastgeber seiner täglichen Talkshow The Mike Douglas Show Karriere, die bis 1981 produziert wurde. |
| Kay Kyser & his Orchestra, Vocal Chorus by Michael Douglas & Group                                | Rosemary Jimmie Dodd, John Jacob Loeb                                                                                         | 01.09.1945 (Air)      | 2      | 10 | Columbia 36 824  | Mike Douglas machte ab 1961 als langjähriger Gastgeber seiner täglichen Talkshow The Mike Douglas Show Karriere, die bis 1981 produziert wurde. |
| Kay Kyser & his Orchestra, Vocal Chorus by Michael Douglas & the Campus Kids                      | That's for Me (from "State Fair") Oscar Hammerstein II, Richard Rodgers                                                       | 10.11.1945 (Juke Box) | 1      | 12 | Columbia 36 844  | Weitere Version des Stückes aus der 20th Century-Fox-Produktion Jahrmarkt der Liebe. |
| Peggy Lee with Orchestra, Guitar Solo by Dave Barbour                                             | Waitin' for the Train to Come In Martin Block, Sunny Skylar                                                                   | 24.11.1945            | 5      | 6  | Capitol 218      | Der Heimkehrer-Blues-Song, in dem Peggy Lee virtuos Anleihen beim Slang (im Stile von Billie Holiday) machte, bescherte der Sängerin einen riesigen Erfolg. |
| Peggy Lee with Orchestra, Guitar Solo by Dave Barbour                                             | Waitin' for the Train to Come In Martin Block, Sunny Skylar                                                                   | 17.11.1945 (Juke Box) | 6      | 5  | Capitol 218      | Der Heimkehrer-Blues-Song, in dem Peggy Lee virtuos Anleihen beim Slang (im Stile von Billie Holiday) machte, bescherte der Sängerin einen riesigen Erfolg. |
| Peggy Lee with Orchestra, Guitar Solo by Dave Barbour                                             | Waitin' for the Train to Come In Martin Block, Sunny Skylar                                                                   | 17.11.1945 (Air)      | 6      | 4  | Capitol 218      | Der Heimkehrer-Blues-Song, in dem Peggy Lee virtuos Anleihen beim Slang (im Stile von Billie Holiday) machte, bescherte der Sängerin einen riesigen Erfolg. |
| Guy Lombardo & his Royal Canadians, Vocal Chorus by Don Rodney & Rose Marie Lombardo              | No Can Do Nat Simon, Charles Tobias                                                                                           | 10.11.1945 (Juke Box) | 6      | 8  | Decca 18 712     | |
| Guy Lombardo & his Royal Canadians, Vocal Chorus by Jimmy Brown                                   | A Little on the Lonely Side Dick Robertson, James Cavanaugh                                                                   | 07.04.1945            | 2      | 8  | Decca 18 642     | A Little on the Lonely Side war 1945 auch im Repertoire der Bands von Frankie Carle (Paul Allen, Gesang), Louis Prima, Johnny Richards, Louis Armstrong, Phil Moore und Eddie Brunner. |
| Guy Lombardo & his Royal Canadians, Vocal Chorus by Jimmy Brown                                   | A Little on the Lonely Side Dick Robertson, James Cavanaugh                                                                   | 24.02.1945 (Juke Box) | 13     | 5  | Decca 18 642     | A Little on the Lonely Side war 1945 auch im Repertoire der Bands von Frankie Carle (Paul Allen, Gesang), Louis Prima, Johnny Richards, Louis Armstrong, Phil Moore und Eddie Brunner. |
| Guy Lombardo & his Royal Canadians, Vocal Chorus by Jimmy Brown & Ensemble                        | Bell Bottom Trousers Moe Jaffe                                                                                                | 23.06.1945            | 10     | 6  | Decca 18 683     | Das Seemannslied im Stile eines Volkslieds war während des Zweiten Weltkriegs in den Vereinigten Staaten auch in den Versionen von Jerry Colonna, Louis Prima, Lester Lanin, Mitch Miller und Tony Pastor überaus populär. |
| Guy Lombardo & his Royal Canadians, Vocal Chorus by Jimmy Brown & Ensemble                        | Bell Bottom Trousers Moe Jaffe                                                                                                | 23.06.1945 (Juke Box) | 13     | 2  | Decca 18 683     | Das Seemannslied im Stile eines Volkslieds war während des Zweiten Weltkriegs in den Vereinigten Staaten auch in den Versionen von Jerry Colonna, Louis Prima, Lester Lanin, Mitch Miller und Tony Pastor überaus populär. |
| Guy Lombardo & his Royal Canadians, Vocal Chorus by Jimmy Brown & Ensemble                        | Bell Bottom Trousers Moe Jaffe                                                                                                | 07.07.1945 (Air)      | 4      | 7  | Decca 18 683     | Das Seemannslied im Stile eines Volkslieds war während des Zweiten Weltkriegs in den Vereinigten Staaten auch in den Versionen von Jerry Colonna, Louis Prima, Lester Lanin, Mitch Miller und Tony Pastor überaus populär. |
| Guy Lombardo & his Royal Canadians, Vocal Chorus by Stuart Foster                                 | Always Irving Berlin | 20.01.1945 (Juke Box) | 5      | 10 | Decca 18 683     | Version der Original-Aufnahme aus dem Jahr 1925. |
| Guy Lombardo & his Royal Canadians, Vocal Chorus by Stuart Foster                                 | Always Irving Berlin | 27.01.1945 (Air)      | 1      | 14 | Decca 18 683     | Version der Original-Aufnahme aus dem Jahr 1925. |
| Guy Lombardo & his Royal Canadians, Vocal Chorus by the Lombardo Quartet                          | Meet Me in St. Louis, Louis (Featured in MGM-Picture "Meet Me In St. Louis") Irving Berlin                                    | 06.01.1945 (Juke Box) | 1      | 13 | Decca 18 626     | Version des Stückes aus der MGM-Produktion Meet Me in St. Louis (1944) von Vincente Minnelli, die im Original von Judy Garland und Lucille Bremer interpretiert wurde. |
| Guy Lombardo & his Royal Canadians, Vocal Chorus by The Lombardo Trio & Stuart Foster             | Poor Little Rhode Island (From Columbia Picture "Carolina Blues") Jule Styne, Sammy Cahn                                      | 12.05.1945 (Juke Box) | 5      | 11 | Decca 18 651     | Version des Stückes aus der Columbia-Produktion Carolina Blues, die im Original von Harry Babbitt und Sully Mason interpretiert wurde. |
| Johnny Long & his Orchestra, Vocal Chorus by Dick Robertson                                       | Waitin' for the Train to Come In Sunny Skylar, Martin Block                                                                   | 08.12.1945 (Juke Box) | 3      | 7  | Decca 18 718     | |
| Johnny Long & his Orchestra, Vocal Chorus by Dick Robertson & Ensemble                            | Candy Mack David, Joan Whitney, Alex Kramer                                                                                   | 05.05.1945 (Juke Box) | 8      | 8  | Decca 18 661     | B-Seite von My Dreams are Getting Better All the Time. |
| Johnny Long & his Orchestra, Vocal Chorus by Dick Robertson & Frances Lane                        | My Dreams are Getting Better All the Time Vic Mizzy, Mann Curtis                                                              | 14.04.1945            | 6      | 3  | Decca 18 661     | Neben Johnny Long & Dick Robertson war auch die Formation Phil Moore Four mit ihrer Version des Songs erfolgreich in den US-Charts. Es entstanden auch Coverversionen von Louis Prima, Les Brown und Tony Pastor. |
| Johnny Long & his Orchestra, Vocal Chorus by Dick Robertson & Frances Lane                        | My Dreams are Getting Better All the Time Vic Mizzy, Mann Curtis                                                              | 14.04.1945 (Juke Box) | 12     | 3  | Decca 18 661     | Neben Johnny Long & Dick Robertson war auch die Formation Phil Moore Four mit ihrer Version des Songs erfolgreich in den US-Charts. Es entstanden auch Coverversionen von Louis Prima, Les Brown und Tony Pastor. |
| Johnny Long & his Orchestra, Vocal Chorus by Dick Robertson & Frances Lane                        | My Dreams are Getting Better All the Time Vic Mizzy, Mann Curtis                                                              | 21.04.1945 (Air)      | 5      | 8  | Decca 18 661     | Neben Johnny Long & Dick Robertson war auch die Formation Phil Moore Four mit ihrer Version des Songs erfolgreich in den US-Charts. Es entstanden auch Coverversionen von Louis Prima, Les Brown und Tony Pastor. |
| Jimmie Lunceford & his Orchestra with the Delta Rhythm Boys                                       | The Honeydripper Joe Liggins                                                                                                  | 24.11.1945            | 1      | 10 | Decca 23 451     | Jimmy Lunceford versuchte mit seinem Orchester, am riesigen Erfolg des Rhythm-&-Blues-Songs teilzuhaben; es folgten bald Versionen von Bull Moose Jackson and His Buffalo Bearcats, Roosevelt Sykes, Cab Calloway, Randy Brooks und Maxwell Davis |
| Abe Lyman & his Orchestra, Vocal Chorus by Rose Blane                                             | Rum and Coca-Cola Morey Amsterdam, Jeri Sullivan, Paul Baron                                                                  | 03.03.1945            | 4      | 4  | Columbia 36 775  | Dem Erfolg des Songs der Andrews Sisters zu Beginn des Jahres folgten Versionen von Vaughn Monroe (Victor), Abe Lyman (Columbia), Louis Prima (Hit/Majestic) und Al Trace auf National. |
| Abe Lyman & his Orchestra, Vocal Chorus by Rose Blane                                             | Rum and Coca-Cola Morey Amsterdam, Jeri Sullivan, Paul Baron                                                                  | 10.03.1945 (Juke Box) | 5      | 8  | Columbia 36 775  | Dem Erfolg des Songs der Andrews Sisters zu Beginn des Jahres folgten Versionen von Vaughn Monroe (Victor), Abe Lyman (Columbia), Louis Prima (Hit/Majestic) und Al Trace auf National. |
| Freddy Martin & his Orchestra                                                                     | Laura (From the 20th Century-Fox-Picture “Laura”) Johnny Mercer, David Raksin                                                 | 05.05.1945            | 4      | 7  | Victor 20-1655   | Instrumentalversion des Stückes aus der 20th Century-Fox-Produktion Laura. |
| Freddy Martin & his Orchestra                                                                     | Laura (From the 20th Century-Fox-Picture “Laura”) Johnny Mercer, David Raksin                                                 | 12.05.1945 (Juke Box) | 1      | 12 | Victor 20-1655   | Instrumentalversion des Stückes aus der 20th Century-Fox-Produktion Laura. |
| Freddy Martin & his Orchestra                                                                     | Laura (From the 20th Century-Fox-Picture “Laura”) Johnny Mercer, David Raksin                                                 | 12.05.1945 (Air)      | 6      | 6  | Victor 20-1655   | Instrumentalversion des Stückes aus der 20th Century-Fox-Produktion Laura. |
| Freddy Martin & his Orchestra, Vocal Refrain by Artie Wayne                                       | Dream Johnny Mercer | 12.05.1945 (Juke Box) | 2      | 13 | Victor 20-1645   | |
| Freddy Martin & his Orchestra, Vocal Refrain by Artie Wayne                                       | Dream Johnny Mercer | 28.04.1945 (Air)      | 6      | 8  | Victor 20-1645   | |
| Freddy Martin & his Orchestra, Vocal Refrain by Clyde Rogers                                      | Symphony Andre Tabet, Alex Alstone, Jack Lawrence                                                                             | 15.12.1945            | 2      | 5  | Victor 20-1747   | Zeitgleich war Benny Goodman & his Orchestra mit dem Titel in den Charts erfolgreich; auch das Glenn Miller Orchestra und die Band von Phil Moore nahmen den Song 1945 auf. |
| Freddy Martin & his Orchestra, Vocal Refrain by Clyde Rogers                                      | Symphony Andre Tabet, Alex Alstone, Jack Lawrence                                                                             | 15.12.1945 (Juke Box) | 2      | 7  | Victor 20-1747   | Zeitgleich war Benny Goodman & his Orchestra mit dem Titel in den Charts erfolgreich; auch das Glenn Miller Orchestra und die Band von Phil Moore nahmen den Song 1945 auf. |
| Freddy Martin & his Orchestra, Vocal Refrain by Clyde Rogers                                      | Symphony Andre Tabet, Alex Alstone, Jack Lawrence                                                                             | 08.12.1945 (Air)      | 3      | 4  | Victor 20-1747   | Zeitgleich war Benny Goodman & his Orchestra mit dem Titel in den Charts erfolgreich; auch das Glenn Miller Orchestra und die Band von Phil Moore nahmen den Song 1945 auf. |
| Freddy Martin & his Orchestra, Vocal Refrain by Clyde Rogers                                      | White Christmas (From the Paramount Film "Holiday Inn") Irving Berlin                                                         | 22.12.1945 (Juke Box) | 1      | 16 | Victor 20-1747   | |
| Freddy Martin & his Orchestra, Vocal Refrain by Gene Conklin & the Martin Men                     | Lily Belle Irving Taylor, Dave Franklin                                                                                       | 13.10.1945 (Juke Box) | 1      | 10 | Victor 20-1712   | |
| Freddy Martin & his Orchestra, Vocal Refrain by Gene Conklin & the Martin Men                     | Lily Belle Irving Taylor, Dave Franklin                                                                                       | 29.09.1945 (Air)      | 1      | 7  | Victor 20-1712   | |
| Hal McIntyre & his Orchestra                                                                      | Sentimental Journey Bud Green, Les Brown, Ben Homer                                                                           | 09.06.1945            | 11     | 3  | Victor 20-1643   | Die Zeitschrift Variety nahm den Song in McIntyres Version in ihre Hit Parade of a Half-Century auf. In diesem Jahr waren mit dem Lied auch Les Baxter & Doris Day, die Ames Brothers (mit Les Brown) und die Merry Macs erfolgreich. |
| Hal McIntyre & his Orchestra                                                                      | Sentimental Journey Bud Green, Les Brown, Ben Homer                                                                           | 26.05.1945 (Juke Box) | 17     | 3  | Victor 20-1643   | Die Zeitschrift Variety nahm den Song in McIntyres Version in ihre Hit Parade of a Half-Century auf. In diesem Jahr waren mit dem Lied auch Les Baxter & Doris Day, die Ames Brothers (mit Les Brown) und die Merry Macs erfolgreich. |
| Hal McIntyre & his Orchestra                                                                      | Sentimental Journey Bud Green, Les Brown, Ben Homer                                                                           | 28.04.1945 (Air)      | 18     | 3  | Victor 20-1643   | Die Zeitschrift Variety nahm den Song in McIntyres Version in ihre Hit Parade of a Half-Century auf. In diesem Jahr waren mit dem Lied auch Les Baxter & Doris Day, die Ames Brothers (mit Les Brown) und die Merry Macs erfolgreich. |
| Hal McIntyre & his Orchestra, Vocal Refrain by Frank Lester & Quintet                             | I'll Buy That Dream (From the RKO-Picture "Sing Your Way Home") Herb Magidson, Allie Wruble                                   | 20.10.1945 (Air)      | 5      | 8  | Victor 20-1679   | Weitere Version des Stückes aus der RKO-Produktion Sing Your Way Home. |
| Johnny Mercer with Paul Weston & his Orchestra                                                    | I'm Gonna See My Baby Phil Moore                                                                                              | 31.03.1945 (Juke Box) | 1      | 12 | Capitol 183      | B-Seite von Candy. |
| Johnny Mercer, Jo Stafford & the Pied Pipers with Paul Weston & his Orchestra                     | Candy Mack David, Joan Whitney, Alex Kramer                                                                                   | 03.03.1945            | 15     | 2  | Capitol 183      | Der Song war 1945 auch im Repertoire der Bands von Ray Anthony, Duke Ellington, Jan Garber, Harry James, Alvino Rey und Jerry Wald; auch Don Byas & Slam Stewart, das Nat King Cole Trio und Stéphane Grappelli spielten ihn ein. |
| Johnny Mercer, Jo Stafford & the Pied Pipers with Paul Weston & his Orchestra                     | Candy Mack David, Joan Whitney, Alex Kramer                                                                                   | 10.03.1945 (Juke Box) | 18     | 1  | Capitol 183      | Der Song war 1945 auch im Repertoire der Bands von Ray Anthony, Duke Ellington, Jan Garber, Harry James, Alvino Rey und Jerry Wald; auch Don Byas & Slam Stewart, das Nat King Cole Trio und Stéphane Grappelli spielten ihn ein. |
| Johnny Mercer, Jo Stafford & the Pied Pipers with Paul Weston & his Orchestra                     | Candy Mack David, Joan Whitney, Alex Kramer                                                                                   | 03.03.1945 (Air)      | 18     | 1  | Capitol 183      | Der Song war 1945 auch im Repertoire der Bands von Ray Anthony, Duke Ellington, Jan Garber, Harry James, Alvino Rey und Jerry Wald; auch Don Byas & Slam Stewart, das Nat King Cole Trio und Stéphane Grappelli spielten ihn ein. |
| Johnny Mercer & the Pied Pipers with Paul Weston & his Orchestra                                  | Ac-Cent-Tchu-Ate the Positive (From Paramount-Picture “Here Come The Waves”) Johnny Mercer, Harold Arlen                      | 13.01.1945            | 13     | 2  | Capitol 180      | Version des Stückes aus der Paramount-Produktion Here Come the Waves (1944, Regie Mark Sandrich), in dem der Song von Bing Crosby vorgestellt wurde. Dessen Version erhielt 1946 eine Oscar-Nominierung. |
| Johnny Mercer & the Pied Pipers with Paul Weston & his Orchestra                                  | Ac-Cent-Tchu-Ate the Positive (From Paramount-Picture “Here Come The Waves”) Johnny Mercer, Harold Arlen                      | 06.01.1945 (Juke Box) | 16     | 2  | Capitol 180      | Version des Stückes aus der Paramount-Produktion Here Come the Waves (1944, Regie Mark Sandrich), in dem der Song von Bing Crosby vorgestellt wurde. Dessen Version erhielt 1946 eine Oscar-Nominierung. |
| Johnny Mercer & the Pied Pipers with Paul Weston & his Orchestra                                  | Ac-Cent-Tchu-Ate the Positive (From Paramount-Picture “Here Come The Waves”) Johnny Mercer, Harold Arlen                      | 27.01.1945 (Air)      | 18     | 1  | Capitol 180      | Version des Stückes aus der Paramount-Produktion Here Come the Waves (1944, Regie Mark Sandrich), in dem der Song von Bing Crosby vorgestellt wurde. Dessen Version erhielt 1946 eine Oscar-Nominierung. |
| Johnny Mercer & the Pied Pipers with Paul Weston & his Orchestra                                  | On the Atchison, Topeka and Santa Fe (From MGM-Picture “Harvey Girls”) Johnny Mercer, Harry Warren                            | 14.07.1945            | 16     | 1  | Capitol 195      | Version des Stückes aus der MGM-Produktion The Harvey Girls (1946, Regie George Sidney), in dem der Song von Ben Carter, Marjorie Main, Ray Bolger, Judy Garland und Chor präsentiert wird. Neben Mercer war auch Judy Garland mit dem Lied in den Charts vertreten. |
| Johnny Mercer & the Pied Pipers with Paul Weston & his Orchestra                                  | On the Atchison, Topeka and Santa Fe (From MGM-Picture “Harvey Girls”) Johnny Mercer, Harry Warren                            | 14.07.1945 (Juke Box) | 19     | 1  | Capitol 195      | Version des Stückes aus der MGM-Produktion The Harvey Girls (1946, Regie George Sidney), in dem der Song von Ben Carter, Marjorie Main, Ray Bolger, Judy Garland und Chor präsentiert wird. Neben Mercer war auch Judy Garland mit dem Lied in den Charts vertreten. |
| Johnny Mercer & the Pied Pipers with Paul Weston & his Orchestra                                  | On the Atchison, Topeka and Santa Fe (From MGM-Picture “Harvey Girls”) Johnny Mercer, Harry Warren                            | 14.07.1945 (Air)      | 19     | 1  | Capitol 195      | Version des Stückes aus der MGM-Produktion The Harvey Girls (1946, Regie George Sidney), in dem der Song von Ben Carter, Marjorie Main, Ray Bolger, Judy Garland und Chor präsentiert wird. Neben Mercer war auch Judy Garland mit dem Lied in den Charts vertreten. |
| The Merry Macs                                                                                    | Sentimental Journey Bud Green, Les Brown, Ben Homer                                                                           | 30.06.1945            | 8      | 7  | Decca 18 684     | Das Vokalensemble The Merry Macs und auch das Orchester von Hal McIntyre profitierten vom großen Erfolg des Songs, den Les Brown & Doris Day am VE-Day veröffentlicht hatten. |
| The Merry Macs                                                                                    | Sentimental Journey Bud Green, Les Brown, Ben Homer                                                                           | 30.06.1945 (Juke Box) | 12     | 4  | Decca 18 684     | Das Vokalensemble The Merry Macs und auch das Orchester von Hal McIntyre profitierten vom großen Erfolg des Songs, den Les Brown & Doris Day am VE-Day veröffentlicht hatten. |
| The Merry Macs                                                                                    | Sentimental Journey Bud Green, Les Brown, Ben Homer                                                                           | 30.06.1945 (Air)      | 5      | 5  | Decca 18 684     | Das Vokalensemble The Merry Macs und auch das Orchester von Hal McIntyre profitierten vom großen Erfolg des Songs, den Les Brown & Doris Day am VE-Day veröffentlicht hatten. |
| Lucky Millinder & his Orchestra, Vocal Chorus by Wynonie “Mr. Blues” Harris & Congregation        | Who Threw the Whiskey in the Well Eddie DeLange, Johnny Brooks                                                                | 14.07.1945            | 1      | 10 | Decca 18 674     | Der Posaunist Doc Wheeler & The Hardway Four nahmen Who Threw the Whiskey in the Well bereits 1941 auf. |
| Lucky Millinder & his Orchestra, Vocal Chorus by Wynonie “Mr. Blues” Harris & Congregation        | Who Threw the Whiskey in the Well Eddie DeLange, Johnny Brooks                                                                | 07.07.1945 (Juke Box) | 9      | 7  | Decca 18 674     | Der Posaunist Doc Wheeler & The Hardway Four nahmen Who Threw the Whiskey in the Well bereits 1941 auf. |
| The Mills Brothers                                                                                | I Wish Allan Roberts, Doris Fisher                                                                                            | 14.07.1945            | 1      | 10 | Decca 18 663     | I Wish war die B-Seite der 78er Put Another Chair at the Table, ein Song von Richard Nelson und Cecil Gant. |
| The Mills Brothers                                                                                | I Wish Allan Roberts, Doris Fisher                                                                                            | 26.05.1945 (Juke Box) | 10     | 6  | Decca 18 663     | I Wish war die B-Seite der 78er Put Another Chair at the Table, ein Song von Richard Nelson und Cecil Gant. |
| The Mills Brothers                                                                                | I Wish Allan Roberts, Doris Fisher                                                                                            | 26.05.1945 (Air)      | 5      | 11 | Decca 18 663     | I Wish war die B-Seite der 78er Put Another Chair at the Table, ein Song von Richard Nelson und Cecil Gant. |
| The Mills Brothers                                                                                | You Always Hurt the One You Love Doris Fisher, Allan Roberts                                                                  | 30.12.1944 (Juke Box) | 3      | 10 | Decca 18 663     | |
| Vaughn Monroe & his Orchestra, Vocal Refrain by Marilyn Duke                                      | The Trolley Song (From the MGM-Film “Meet Me in St. Louis”) Hugh Martin, Ralph Blane                                          | 06.01.1945            | 3      | 4  | Victor 20-1605   | Version des Stückes aus der MGM-Produktion Meet Me in St. Louis; die Filmversion erhielt 1945 eine Oscar-Nominierung für den besten Song. |
| Vaughn Monroe & his Orchestra, Vocal Refrain by Marilyn Duke                                      | The Trolley Song (From the MGM-Film “Meet Me in St. Louis”) Hugh Martin, Ralph Blane                                          | 30.12.1944 (Juke Box) | 4      | 9  | Victor 20-1605   | Version des Stückes aus der MGM-Produktion Meet Me in St. Louis; die Filmversion erhielt 1945 eine Oscar-Nominierung für den besten Song. |
| Vaughn Monroe & his Orchestra, Vocal Refrain by Marilyn Duke                                      | The Trolley Song (From the MGM-Film “Meet Me in St. Louis”) Hugh Martin, Ralph Blane                                          | 27.01.1945 (Air)      | 1      | 7  | Victor 20-1605   | Version des Stückes aus der MGM-Produktion Meet Me in St. Louis; die Filmversion erhielt 1945 eine Oscar-Nominierung für den besten Song. |
| Vaughn Monroe & his Orchestra, Vocal Refrain Vocal Refrain by the Norton Sisters                  | Fishin' for the Moon Eddie Seller, Sol Marcus, Guy Wood                                                                       | 08.12.1945 (Juke Box) | 2      | 11 | Victor 20-1736   | |
| Vaughn Monroe & his Orchestra, Vocal Refrain Vocal Refrain by the Norton Sisters                  | Let It Snow! Let It Snow! Let It Snow! Sammy Cahn, Jule Styne                                                                 | 22.12.1945            | 1      | 10 | Victor 20-1759   | Ein meist in der Weihnachtszeit gespielter Popsong aus dem Jahr 1945, zu dem Sammy Cahn und Jule Styne den Text bzw. die Musik schrieben. Er entwickelte sich, obgleich auf Weihnachten in dem Lied nicht angespielt wird, zu einem der bekanntesten amerikanischen Weihnachtslieder. |
| Vaughn Monroe & his Orchestra, Vocal Refrain by the Norton Sisters                                | Something Sentimental Jimmy Eaton, Frank Ryerson, Vaughn Monroe                                                               | 17.11.1945 (Juke Box) | 1      | 12 | Victor 20-1714   | |
| Vaughn Monroe & his Orchestra, Vocal Refrain by the Norton Sisters                                | There! I’ve Said It Again Redd Evand, David Mann                                                                              | 14.04.1945            | 20     | 2  | Victor 20-1637   | B-Seite von Rum and Coca-Cola. 1944/45 wurde der Titel in den USA auch von Boyd Raeburn, Jimmy Dorsey und Woody Herman eingespielt. In späteren Jahren folgten Coverversionen von Bobbie Vinton, Nat King Cole und Sam Cooke. |
| Vaughn Monroe & his Orchestra, Vocal Refrain by the Norton Sisters                                | There! I’ve Said It Again Redd Evand, David Mann                                                                              | 24.03.1945 (Juke Box) | 28     | 2  | Victor 20-1637   | B-Seite von Rum and Coca-Cola. 1944/45 wurde der Titel in den USA auch von Boyd Raeburn, Jimmy Dorsey und Woody Herman eingespielt. In späteren Jahren folgten Coverversionen von Bobbie Vinton, Nat King Cole und Sam Cooke. |
| Vaughn Monroe & his Orchestra, Vocal Refrain by the Norton Sisters                                | There! I’ve Said It Again Redd Evand, David Mann                                                                              | 31.03.1945 (Air)      | 25     | 1  | Victor 20-1637   | B-Seite von Rum and Coca-Cola. 1944/45 wurde der Titel in den USA auch von Boyd Raeburn, Jimmy Dorsey und Woody Herman eingespielt. In späteren Jahren folgten Coverversionen von Bobbie Vinton, Nat King Cole und Sam Cooke. |
| Vaughn Monroe & his Orchestra, Vocal Refrain by the Norton Sisters & Rosemary Calvin              | Rum and Coca-Cola Morey Amsterdam, Jeri Sullivan, Paul Baron                                                                  | 03.03.1945            | 1      | 8  | Victor 20-1637   | „Jede Anziehungskraft, die Rum And Coca-Cola im Calypso-Stil haben könnte, und er strotzt vor Fülle an Melodien und komischen Text, wird von Vaughn Monroes Art und Weise ihn zu interetieren, erstickt,“ urteilte der Billboard 1945. |
| Russ Morgan & his Orchestra                                                                       | There Goes That Song Again (From Columbia-Picture “Carolina Blues”) Jule Styne, Sammy Cahn                                    | 06.01.1945            | 3      | 5  | Decca 18 625     | Version des Stückes aus der Columbia-Produktion Carolina Blues (1944, Regie Leigh Jason), in dem der Song von Vokalist Harry Babbitt und Kay Kysers Orchester präsentiert wird. |
| Russ Morgan & his Orchestra                                                                       | There Goes That Song Again (From Columbia-Picture “Carolina Blues”) Jule Styne, Sammy Cahn                                    | 30.12.1944 (Juke Box) | 9      | 3  | Decca 18 625     | Version des Stückes aus der Columbia-Produktion Carolina Blues (1944, Regie Leigh Jason), in dem der Song von Vokalist Harry Babbitt und Kay Kysers Orchester präsentiert wird. |
| Russ Morgan & his Orchestra                                                                       | There Goes That Song Again (From Columbia-Picture “Carolina Blues”) Jule Styne, Sammy Cahn                                    | 27.01.1945 (Air)      | 5      | 4  | Decca 18 625     | Version des Stückes aus der Columbia-Produktion Carolina Blues (1944, Regie Leigh Jason), in dem der Song von Vokalist Harry Babbitt und Kay Kysers Orchester präsentiert wird. |
| Russ Morgan & his Orchestra, Vocal Chorus by Al Jennings                                          | Dance with a Dolly (with a Hole in Her Stockin') Terry Shand, Jimmy Eaton, Mickey Leader                                      | 30.12.1944            | 4      | 7  | Decca 18 625     | A-Seite von There Goes That Song Again. |
| Gertrude Niesen with Harry Sosnik & his Orchestra                                                 | I Wanna Get Married (From Dave Wolper Musical Production “Follow the Girls”) Dan Shapiro, Milton Pascal, Phil Charig          | 10.03.1945            | 1      | 10 | Decca 23 382     | Gertrude Niesen beklagt die Notlage der alleinstehenden Frau in I Wanna Get Married, dessen unzensierter Text nur auf der Bühne des Broadhurst Theatre zu hören war. |
| Ray Noble & his Orchestra, Vocal Chorus by Larry Stewart                                          | Sweet Dreams, Sweetheart (From "Hollywood Canteen") Maurice K. Jerome, Ted Koehler                                            | 21.04.1945 (Juke Box) | 1      | 14 | Columbia 36 765  | Version des Stückes aus der Warner-Bros,-Produktion Hollywood-Kantine. |
| George Olsen & his Orchestra, Vocal by Judith Blair, Ray Adams & Ensemble                         | Chickery Chick Sidney Lippman, Sylvia Dee                                                                                     | 22.12.1945 (Juke Box) | 1      | 16 | Majestic 7155    | |
| Tony Pastor & his Orchestra                                                                       | Dance with a Dolly (with A Hole in Her Stocking) Jimmy Eaton, Mickey Leader, Terry Shand                                      | 30.12.1944 (Juke Box) | 2      | 15 | Bluebird 30-0827 | |
| Tony Pastor & his Orchestra                                                                       | Five Salted Peanuts Charlie Abbott                                                                                            | 21.07.1945 (Juke Box) | 2      | 11 | Victor 20-1661   | B-Seite von Bell Bottom Trousers. |
| Tony Pastor & his Orchestra                                                                       | Please No Squeeza da Banana Moe Jaffe, Louis Prima                                                                            | 18.08.1945 (Juke Box) | 1      | 13 | Victor 20-1693   | |
| Tony Pastor & his Orchestra, Vocal Refrain by Ruth McCullough                                     | Bell Bottom Trousers Moe Jaffe                                                                                                | 19.05.1945            | 15     | 2  | Victor 20-1661   | „Once there was a little girl, who lived next to me / And she loved a sailor boy, he was only three / Now he’s on a battleship, in his sailor suit / Just a great big sailor man, but he’s just as cute“ |
| Tony Pastor & his Orchestra, Vocal Refrain by Ruth McCullough                                     | Bell Bottom Trousers Moe Jaffe                                                                                                | 26.05.1945 (Juke Box) | 14     | 2  | Victor 20-1661   | „Once there was a little girl, who lived next to me / And she loved a sailor boy, he was only three / Now he’s on a battleship, in his sailor suit / Just a great big sailor man, but he’s just as cute“ |
| Tony Pastor & his Orchestra, Vocal Refrain by Ruth McCullough                                     | Bell Bottom Trousers Moe Jaffe                                                                                                | 02.06.1945 (Air)      | 11     | 3  | Victor 20-1661   | „Once there was a little girl, who lived next to me / And she loved a sailor boy, he was only three / Now he’s on a battleship, in his sailor suit / Just a great big sailor man, but he’s just as cute“ |
| The Phil Moore Four, Vocal Refrain by Phil Moore & Billy Daniels                                  | My Dreams Are Getting Better all the Time (From the Universal-Picture “In Society”) Mann Curtis, Vic Mizzy                    | 24.03.1945            | 7      | 3  | Victor 20-1641   | Version des Stückes aus der Universal-Produktion In Society. Auch das Johnny Long Orchestra mit dem Sänger Dick Robertson war einen Monat später mit dem Song in den Charts notiert. |
| The Phil Moore Four, Vocal Refrain by Phil Moore & Billy Daniels                                  | My Dreams Are Getting Better all the Time (From the Universal-Picture “In Society”) Mann Curtis, Vic Mizzy                    | 17.03.1945 (Juke Box) | 10     | 4  | Victor 20-1641   | Version des Stückes aus der Universal-Produktion In Society. Auch das Johnny Long Orchestra mit dem Sänger Dick Robertson war einen Monat später mit dem Song in den Charts notiert. |
| The Phil Moore Four, Vocal Refrain by Phil Moore & Billy Daniels                                  | My Dreams Are Getting Better all the Time (From the Universal-Picture “In Society”) Mann Curtis, Vic Mizzy                    | 31.03.1945 (Air)      | 6      | 5  | Victor 20-1641   | Version des Stückes aus der Universal-Produktion In Society. Auch das Johnny Long Orchestra mit dem Sänger Dick Robertson war einen Monat später mit dem Song in den Charts notiert. |
| The Pied Pipers with Paul Weston & his Orchestra                                                  | Dream Johnny Mercer | 17.03.1945            | 15     | 5  | Capitol 185      | Dies war die erste Million-Seller-Scheibe der Pied Pipers. |
| The Pied Pipers with Paul Weston & his Orchestra                                                  | Dream Johnny Mercer | 24.03.1945 (Juke Box) | 17     | 7  | Capitol 185      | Dies war die erste Million-Seller-Scheibe der Pied Pipers. |
| The Pied Pipers with Paul Weston & his Orchestra                                                  | Dream Johnny Mercer | 17.03.1945 (Air)      | 17     | 1  | Capitol 185      | Dies war die erste Million-Seller-Scheibe der Pied Pipers. |
| The Pied Pipers with Paul Weston & his Orchestra                                                  | The Trolley Song Hugh Martin, Ralph Blane                                                                                     | 30.12.1944            | 3      | 3  | Capitol 168      | Die Pied Pipers erzielten mit Platz 3 den höchsten Chartwert, während Judy Garland und Vaughn Monroe im selben Jahr jeweils den vierten Platz belegten. Auch Jo Stafford nahm den Song für Capitol auf. |
| The Pied Pipers with Paul Weston & his Orchestra                                                  | The Trolley Song Hugh Martin, Ralph Blane                                                                                     | 30.12.1944 (Juke Box) | 5      | 4  | Capitol 168      | Die Pied Pipers erzielten mit Platz 3 den höchsten Chartwert, während Judy Garland und Vaughn Monroe im selben Jahr jeweils den vierten Platz belegten. Auch Jo Stafford nahm den Song für Capitol auf. |
| Louis Prima & his Orchestra                                                                       | Angelina Allan Roberts, Doris Fisher                                                                                          | 13.01.1945 (Juke Box) | 1      | 17 | Hit 7106         | |
| Louis Prima & his Orchestra & Chorus, Vocal by Lily Ann Carol                                     | Bell Bottom Trousers Moe Jaffe                                                                                                | 16.06.1945            | 1      | 10 | Majestic 7134    | Mit seinen Platten für Majestic Records wie Robin Hood, Brooklyn Boogie und Bell-Bottom Trousers war Louis Prima 1945 recht erfolgreich und gilt als Vorläufer musikalischer Veränderungen, die zum Rock ’n’ Roll führten. |
| Louis Prima & his Orchestra & Chorus, Vocal by Lily Ann Carol                                     | Bell Bottom Trousers Moe Jaffe                                                                                                | 26.05.1945 (Juke Box) | 6      | 6  | Majestic 7134    | Mit seinen Platten für Majestic Records wie Robin Hood, Brooklyn Boogie und Bell-Bottom Trousers war Louis Prima 1945 recht erfolgreich und gilt als Vorläufer musikalischer Veränderungen, die zum Rock ’n’ Roll führten. |
| Tex Ritter & his Texans                                                                           | I'm Wastin' My Tears on You Frank Harford, Tex Ritter                                                                         | 06.01.1945 (Juke Box) | 1      | 11 | Capitol 174      | Der Country-Song platzierte sich zum Jahreswechsel 1944/45 sechs Wochen auf Platz 1 der Juke Box-Folkcharts. |
| Andy Russell with Orchestra                                                                       | I Dream of You Glenn Osser, Marjorie Goetschius                                                                               | 30.12.1944            | 3      | 5  | Capitol 175      | Ein weiterer der beliebten „Dream“ Songs der Zeit: „I dream of you more than you dream I do / How can I prove to you this love is real?“ |
| Andy Russell with Orchestra                                                                       | I Dream of You Glenn Osser, Marjorie Goetschius                                                                               | 30.12.1944 (Juke Box) | 5      | 9  | Capitol 175      | Ein weiterer der beliebten „Dream“ Songs der Zeit: „I dream of you more than you dream I do / How can I prove to you this love is real?“ |
| Andy Russell with Orchestra                                                                       | I Dream of You Glenn Osser, Marjorie Goetschius                                                                               | 30.12.1944 (Air)      | 3      | 8  | Capitol 175      | Ein weiterer der beliebten „Dream“ Songs der Zeit: „I dream of you more than you dream I do / How can I prove to you this love is real?“ |
| Andy Russell with Paul Weston & his Orchestra                                                     | I Can’t Begin to Tell You James V. Monaco, Mack Gordon                                                                        | 22.12.1945 (Air)      | 1      | 13 | Capitol 221      | Weitere Version des Stückes aus der 20th Century-Fox-Produktion The Dolly Sisters. |
| Artie Shaw & his Orchestra, Vocal Refrain by Imogene Lynn                                         | Ac-Cent-Tchu-Ate The Positive (From the Paramount-Picture “Here Come the Waves”) Johnny Mercer, Harold Arlen                  | 03.02.1945            | 5      | 5  | Victor 20-1612   | Version des Stückes aus der Paramount-Produktion Here Come the Waves. Johnny Mercer, Bing Crosby & The Andrew Sisters und Kay Kyser waren mit dem „Denk-Positiv“-Lied ebenfalls in den Charts vertreten; ein Stück, das von da an zu einem viel gespielten Pop- und Jazzstandard wurde. |
| Artie Shaw & his Orchestra, Vocal Refrain by Imogene Lynn                                         | Ac-Cent-Tchu-Ate The Positive (From the Paramount-Picture “Here Come the Waves”) Johnny Mercer, Harold Arlen                  | 03.02.1945 (Juke Box) | 5      | 9  | Victor 20-1612   | Version des Stückes aus der Paramount-Produktion Here Come the Waves. Johnny Mercer, Bing Crosby & The Andrew Sisters und Kay Kyser waren mit dem „Denk-Positiv“-Lied ebenfalls in den Charts vertreten; ein Stück, das von da an zu einem viel gespielten Pop- und Jazzstandard wurde. |
| Artie Shaw & his Orchestra, Vocal Refrain by Imogene Lynn                                         | Ac-Cent-Tchu-Ate The Positive (From the Paramount-Picture “Here Come the Waves”) Johnny Mercer, Harold Arlen                  | 27.01.1945 (Air)      | 6      | 8  | Victor 20-1612   | Version des Stückes aus der Paramount-Produktion Here Come the Waves. Johnny Mercer, Bing Crosby & The Andrew Sisters und Kay Kyser waren mit dem „Denk-Positiv“-Lied ebenfalls in den Charts vertreten; ein Stück, das von da an zu einem viel gespielten Pop- und Jazzstandard wurde. |
| Dinah Shore & with Mixed Chorus                                                                   | I'll Walk Alone (From The Universal-Film "Follow The Boys") Jule Styne, Sammy Cahn                                            | 30.12.1944 (Juke Box) | 4      | 6  | Victor 20-1586   | Version des Stückes aus der Universal-Produktion Follow The Boys. |
| Dinah Shore with Albert Sack & his Orchestra                                                      | Along the Navajo Trail Larry Markes, Dick Charles, Eddie DeLange                                                              | 22.09.1945            | 1      | 8  | Victor 20-1666   | Kurz darauf war auch Bing Crosby mit dem Westernsong in den amerikanischen Charts erfolgreich (#5), den 1945 auch Gene Krupa und The Red Millers aufnahmen. |
| Dinah Shore with Albert Sack & his Orchestra                                                      | Along the Navajo Trail Larry Markes, Dick Charles, Eddie DeLange                                                              | 15.09.1945 (Air)      | 2      | 7  | Victor 20-1666   | Kurz darauf war auch Bing Crosby mit dem Westernsong in den amerikanischen Charts erfolgreich (#5), den 1945 auch Gene Krupa und The Red Millers aufnahmen. |
| Dinah Shore with Albert Sack & his Orchestra                                                      | Candy Mack David, Joan Whitney, Alex Kramer                                                                                   | 14.04.1945            | 1      | 10 | Victor 20-1632   | Candy wurde 1945 nicht nur von Dinah Shore (Victor), sondern auch von den King Sisters (Victor) und vom Johnny Long Orchestra mit Sänger Dick Robertson (Decca) eingespielt. |
| Dinah Shore with Albert Sack & his Orchestra                                                      | Candy Mack David, Joan Whitney, Alex Kramer                                                                                   | 17.03.1945 (Juke Box) | 10     | 8  | Victor 20-1632   | Candy wurde 1945 nicht nur von Dinah Shore (Victor), sondern auch von den King Sisters (Victor) und vom Johnny Long Orchestra mit Sänger Dick Robertson (Decca) eingespielt. |
| Dinah Shore with Albert Sack & his Orchestra                                                      | Candy Mack David, Joan Whitney, Alex Kramer                                                                                   | 17.03.1945 (Air)      | 7      | 5  | Victor 20-1632   | Candy wurde 1945 nicht nur von Dinah Shore (Victor), sondern auch von den King Sisters (Victor) und vom Johnny Long Orchestra mit Sänger Dick Robertson (Decca) eingespielt. |
| Dinah Shore with Albert Sack & his Orchestra                                                      | He's Home for a Little While Kermit Goell, Ted Shapiro                                                                        | 07.04.1945 (Air)      | 1      | 11 | Victor 20-1632   | B-Seite von Candy. |
| Dinah Shore with Albert Sack & his Orchestra                                                      | Sleigh Ride in July (From International Film "Belle of the Yukon") Johnny Burke, Jimmy Van Heuseno                            | 24.02.1945 (Air)      | 1      | 8  | Victor 20-1617   | Originalversion aus der RKO-Produktion Belle of the Yukon (1944) von William A. Seiter. Der Song sowie der Musicalscore von Arthur Lange waren 1946 für den Oscar nominiert. |
| Frank Sinatra with Axel Stordahl & his Orchestra                                                  | I Dream of You (More Than You Dream I Do) Marjorie Goetschius, Glenn Osser                                                    | 27.01.1945            | 4      | 7  | Columbia 36 762  | B-Seite von Saturday Night (Is the Loneliest Night of the Week). Mit diesem Song waren 1944/45 auch Doris Day, Perry Como, ferner Stuart Foster und Bob Allen populär. Auch Les Brown, Jimmy & Tommy Dorsey und Boyd Raeburn, Jimmy Joy, Count Basie, Ray McKinley und Bobby Sherwood hatten die Nummer in dieser Zeit im Repertoire. |
| Frank Sinatra with Axel Stordahl & his Orchestra                                                  | I Dream of You (More Than You Dream I Do) Marjorie Goetschius, Glenn Osser                                                    | 03.02.1945 (Air)      | 5      | 10 | Columbia 36 762  | B-Seite von Saturday Night (Is the Loneliest Night of the Week). Mit diesem Song waren 1944/45 auch Doris Day, Perry Como, ferner Stuart Foster und Bob Allen populär. Auch Les Brown, Jimmy & Tommy Dorsey und Boyd Raeburn, Jimmy Joy, Count Basie, Ray McKinley und Bobby Sherwood hatten die Nummer in dieser Zeit im Repertoire. |
| Frank Sinatra with Axel Stordahl & his Orchestra                                                  | I Should Care Sammy Cahn, Axel Stordahl, Paul Weston                                                                          | 23.06.1945 (Air)      | 2      | 8  | Columbia 36 791  | |
| Frank Sinatra with Axel Stordahl & his Orchestra                                                  | If I Loved You (From "Carousel") Oscar Hammerstein II, Richard Rodgers                                                        | 08.09.1945 (Air)      | 2      | 7  | Columbia 36 825  | B-Seite von You'll Never Walk Alone. |
| Frank Sinatra with Axel Stordahl & his Orchestra                                                  | Nancy (with the Laughing Face) Phil Silvers, Jimmy Van Heusen                                                                 | 08.12.1945            | 1      | 10 | Columbia 36 868  | Sinatras Nancy (With the Laughing Face), war die Hymne an seine kleine Tochter. |
| Frank Sinatra with Axel Stordahl & his Orchestra                                                  | Nancy (with the Laughing Face) Phil Silvers, Jimmy Van Heusen                                                                 | 08.12.1945 (Air)      | 2      | 13 | Columbia 36 868  | Sinatras Nancy (With the Laughing Face), war die Hymne an seine kleine Tochter. |
| Frank Sinatra with Axel Stordahl & his Orchestra                                                  | Saturday Night (Is the Loneliest Night of the Week) Sammy Cahn, Jule Styne                                                    | 17.02.1945            | 3      | 6  | Columbia 36 762  | Der Styne/Cahn-Song Saturday Night (1944) wurde vor allem von Sinatra populär gemacht, es gab jedoch mehrere erfolgreiche Aufnahmen von Sammy Kaye, Frankie Carle, Woody Herman und den King Sisters. |
| Frank Sinatra with Axel Stordahl & his Orchestra                                                  | Saturday Night (Is the Loneliest Night of the Week) Sammy Cahn, Jule Styne                                                    | 10.02.1945 (Juke Box) | 10     | 5  | Columbia 36 762  | Der Styne/Cahn-Song Saturday Night (1944) wurde vor allem von Sinatra populär gemacht, es gab jedoch mehrere erfolgreiche Aufnahmen von Sammy Kaye, Frankie Carle, Woody Herman und den King Sisters. |
| Frank Sinatra with Axel Stordahl & his Orchestra                                                  | Saturday Night (Is the Loneliest Night of the Week) Sammy Cahn, Jule Styne                                                    | 03.02.1945 (Air)      | 12     | 2  | Columbia 36 762  | Der Styne/Cahn-Song Saturday Night (1944) wurde vor allem von Sinatra populär gemacht, es gab jedoch mehrere erfolgreiche Aufnahmen von Sammy Kaye, Frankie Carle, Woody Herman und den King Sisters. |
| Frank Sinatra with Axel Stordahl & his Orchestra                                                  | White Christmas (From “Holiday Inn”) Irving Berlin                                                                            | 30.12.1944            | 2      | 7  | Columbia 36 756  | Version des Stückes aus der Paramount-Produktion Musik, Musik. |
| Frank Sinatra & the Charioteers with Musical Accompaniment                                        | Don't Forget Tonight Tomorrow Ukie Sherin, Jay Milton                                                                         | 10.11.1945 (Juke Box) | 1      | 13 | Columbia 36 854  | |
| Frank Sinatra & the Charioteers with Musical Accompaniment                                        | Don't Forget Tonight Tomorrow Ukie Sherin, Jay Milton                                                                         | 10.11.1945 (Air)      | 4      | 9  | Columbia 36 854  | |
| Frank Sinatra & Ken Lane Singers with Axel Stordahl & his Orchestra                               | Dream Johnny Mercer | 02.06.1945            | 2      | 7  | Columbia 36 797  | Auch Sinatra hatte in dieser Zeit eine Reihe von „Dream“ Songs im Repertoire; die B-Seite enthielt There’s No You von Hal Hopper (einem Mitglied der Pied Pipers) und Tom Adair. |
| Frank Sinatra & Ken Lane Singers with Axel Stordahl & his Orchestra                               | Dream Johnny Mercer | 16.06.1945 (Juke Box) | 2      | 13 | Columbia 36 797  | Auch Sinatra hatte in dieser Zeit eine Reihe von „Dream“ Songs im Repertoire; die B-Seite enthielt There’s No You von Hal Hopper (einem Mitglied der Pied Pipers) und Tom Adair. |
| Frank Sinatra & Ken Lane Singers with Axel Stordahl & his Orchestra                               | Dream Johnny Mercer | 02.06.1945 (Air)      | 7      | 5  | Columbia 36 797  | Auch Sinatra hatte in dieser Zeit eine Reihe von „Dream“ Songs im Repertoire; die B-Seite enthielt There’s No You von Hal Hopper (einem Mitglied der Pied Pipers) und Tom Adair. |
| Frank Sinatra & Ken Lane Singers with Axel Stordahl & his Orchestra                               | You'll Never Walk Alone (From "Carousel") Oscar Hammerstein II, Richard Rodgers                                               | 15.09.1945 (Air)      | 1      | 9  | Columbia 36 825  | |
| Ethel Smith & the Bando Carioca                                                                   | Tico-Tico (Featured in MGM Picture "Bathing Beauty") Zequinha de Abreu, Aloysio De Oliveira                                   | 27.01.1945 (Air)      | 1      | 14 | Decca 23 353     | Neuversion des 1917 von Zequinha de Abreu komponierten Choro, einem instrumentalen brasilianischen Musikstil. Sie kam in der MGM-Produktion Badende Venus (1944) von George Sidney. |
| Kate Smith with Jack Miller & his Orchestra                                                       | There Goes That Song Again (From "Carolina Blues") Sammy Cahn, Jule Styne                                                     | 27.01.1945 (Juke Box) | 2      | 12 | Columbia 36 759  | B-Seite von Don't Fence Me In; Version des Stückes aus der Columbia-Produktion Carolina Blues (1944) |
| Kate Smith with 4 Chicks And Chuck & Jack Miller & his Orchestra                                  | Don’t Fence Me In (From “Hollywood Canteen”) Cole Porter                                                                      | 20.01.1945            | 2      | 8  | Columbia 36 759  | Version des Stückes aus der Warner-Bros.-Produktion Hollywood Canteen, in dem es mehrmals, nämlich von Roy Rogers, den Andrews Sisters und vom Jimmy Dorsey Orchestra dargeboten wird. |
| Kate Smith with 4 Chicks And Chuck & Jack Miller & his Orchestra                                  | Don’t Fence Me In (From “Hollywood Canteen”) Cole Porter                                                                      | 27.01.1945 (Juke Box) | 2      | 9  | Columbia 36 759  | Version des Stückes aus der Warner-Bros.-Produktion Hollywood Canteen, in dem es mehrmals, nämlich von Roy Rogers, den Andrews Sisters und vom Jimmy Dorsey Orchestra dargeboten wird. |
| Kate Smith with 4 Chicks And Chuck & Jack Miller & his Orchestra                                  | Don’t Fence Me In (From “Hollywood Canteen”) Cole Porter                                                                      | 17.03.1945 (Air)      | 1      | 15 | Columbia 36 759  | Version des Stückes aus der Warner-Bros.-Produktion Hollywood Canteen, in dem es mehrmals, nämlich von Roy Rogers, den Andrews Sisters und vom Jimmy Dorsey Orchestra dargeboten wird. |
| Charlie Spivak & his Orchestra, Vocal Refrain by Irene Daye                                       | It’s Been a Long, Long Time Sammy Cahn, Jule Styne                                                                            | 13.10.1945            | 9      | 4  | Victor 20-1721   | 1945 waren mit dem Song auch Harry James (mit Kitty Katlen; Columbia), Bing Crosby & Les Paul Trio (Decca), Stan Kenton (Capitol) und der Sänger Phil Brito (Musicraft) erfolgreich. |
| Charlie Spivak & his Orchestra, Vocal Refrain by Irene Daye                                       | It’s Been a Long, Long Time Sammy Cahn, Jule Styne                                                                            | 27.10.1945 (Juke Box) | 9      | 7  | Victor 20-1721   | 1945 waren mit dem Song auch Harry James (mit Kitty Katlen; Columbia), Bing Crosby & Les Paul Trio (Decca), Stan Kenton (Capitol) und der Sänger Phil Brito (Musicraft) erfolgreich. |
| Charlie Spivak & his Orchestra, Vocal Refrain by Irene Daye                                       | It’s Been a Long, Long Time Sammy Cahn, Jule Styne                                                                            | 20.10.1945 (Air)      | 8      | 6  | Victor 20-1721   | 1945 waren mit dem Song auch Harry James (mit Kitty Katlen; Columbia), Bing Crosby & Les Paul Trio (Decca), Stan Kenton (Capitol) und der Sänger Phil Brito (Musicraft) erfolgreich. |
| Charlie Spivak & his Orchestra, Vocal Refrain by Jimmy Saunders                                   | There Must Be a Way Sammy Gallop, David Saxon, Robert Cook                                                                    | 04.08.1945 (Juke Box) | 5      | 9  | Victor 20-1663   | B-Seite von You Belong to My Heart. |
| Charlie Spivak & his Orchestra, Vocal Refrain by Jimmy Saunders                                   | There Must Be a Way Sammy Gallop, David Saxon, Robert Cook                                                                    | 23.06.1945 (Air)      | 3      | 9  | Victor 20-1663   | B-Seite von You Belong to My Heart. |
| Charlie Spivak & his Orchestra, Vocal Refrain by Jimmy Saunders                                   | You Belong To My Heart (From Walt Disney Production “Three Caballeros”) Agustín Lara, Ray Gilbert                             | 26.05.1945            | 2      | 9  | Victor 20-1663   | Englischsprachige Version des 1941 von Agustín Lara komponierten Bolero Solamente una vez; Version des Stückes aus der Walt-Disney-Produktion Drei Caballeros. |
| Charlie Spivak & his Orchestra, Vocal Refrain by Jimmy Saunders                                   | You Belong To My Heart (From Walt Disney Production “Three Caballeros”) Agustín Lara, Ray Gilbert                             | 16.06.1945 (Juke Box) | 5      | 9  | Victor 20-1663   | Englischsprachige Version des 1941 von Agustín Lara komponierten Bolero Solamente una vez; Version des Stückes aus der Walt-Disney-Produktion Drei Caballeros. |
| Charlie Spivak & his Orchestra, Vocal Refrain by Jimmy Saunders                                   | You Belong To My Heart (From Walt Disney Production “Three Caballeros”) Agustín Lara, Ray Gilbert                             | 23.06.1945 (Air)      | 3      | 6  | Victor 20-1663   | Englischsprachige Version des 1941 von Agustín Lara komponierten Bolero Solamente una vez; Version des Stückes aus der Walt-Disney-Produktion Drei Caballeros. |
| Jo Stafford with Orchestra                                                                        | That’s for Me (From 20th Century-Fox-Picture “State Fair”) Richard Rodgers, Oscar Hammerstein II                              | 17.11.1945            | 1      | 9  | Capitol 213      | Version des Stückes aus der 20th Century-Fox-Produktion Jahrmarkt der Liebe (1945, Regie Walter Lang), in dem der Song zwei Mal präsentiert wird, zunächst von Vivian Blaine, dann im Duo von Jeanne Crain (mittels ihres Gesangsdoubles Louanne Hogan) und Dick Haymes. |
| Jo Stafford with Orchestra                                                                        | That’s for Me (From 20th Century-Fox-Picture “State Fair”) Richard Rodgers, Oscar Hammerstein II                              | 27.10.1945 (Air)      | 4      | 4  | Capitol 213      | Version des Stückes aus der 20th Century-Fox-Produktion Jahrmarkt der Liebe (1945, Regie Walter Lang), in dem der Song zwei Mal präsentiert wird, zunächst von Vivian Blaine, dann im Duo von Jeanne Crain (mittels ihres Gesangsdoubles Louanne Hogan) und Dick Haymes. |
| Jo Stafford with Paul Weston & his Orchestra                                                      | Let's Take The Long Way Home (From Paramount Picture "Here Come the Waves") Johnny Mercer, Harold Arlen                       | 10.03.1945 (Air)      | 1      | 14 | Capitol 181      | Version des Stückes aus der Paramount-Produktion Here Come The Waves. |
| Jo Stafford with Paul Weston & his Orchestra                                                      | Out Of This World (From Paramount Picture "Out of This World") Johnny Mercer, Harold Arlen                                    | 28.07.1945 (Air)      | 1      | 9  | Capitol 191      | B-Seite von There's No You; Version des Stückes aus der Paramount-Produktion Out of This World (1945) von Hal Walker, die im Original von Eddie Bracken präsentiert wurde. |
| Jo Stafford with Paul Weston & his Orchestra                                                      | There's No You Hal Hopper, Tom Adair                                                                                          | 26.05.1945 (Air)      | 5      | 7  | Capitol 191      | |
| Swing and Sway with Sammy Kaye, Vocal Refrain by Arthur Wright                                    | Always Irving Berlin | 13.01.1945 (Juke Box) | 5      | 10 | Victor 20-1610   | B-Seite von Don't Fence Me In. |
| Swing and Sway with Sammy Kaye, Vocal Refrain by Arthur Wright                                    | Always Irving Berlin | 27.01.1945 (Air)      | 1      | 13 | Victor 20-1610   | B-Seite von Don't Fence Me In. |
| Swing and Sway with Sammy Kaye, Vocal Refrain by Billy Williams                                   | All of My Life Irving Berlin                                                                                                  | 14.04.1945 (Juke Box) | 1      | 10 | Victor 20-1642   | |
| Swing and Sway with Sammy Kaye, Vocal Refrain by Billy Williams                                   | Don’t Fence Me In (From Warner Bros.-Picture “Hollywood Canteen”) Cole Porter                                                 | 20.01.1945            | 7      | 4  | Victor 20-1610   | Version des Stückes aus der Warner-Bros.-Produktion Hollywood Canteen. |
| Swing and Sway with Sammy Kaye, Vocal Refrain by Billy Williams                                   | Don’t Fence Me In (From Warner Bros.-Picture “Hollywood Canteen”) Cole Porter                                                 | 27.01.1945 (Juke Box) | 3      | 10 | Victor 20-1610   | Version des Stückes aus der Warner-Bros.-Produktion Hollywood Canteen. |
| Swing and Sway with Sammy Kaye, Vocal Refrain by Billy Williams                                   | Don’t Fence Me In (From Warner Bros.-Picture “Hollywood Canteen”) Cole Porter                                                 | 27.01.1945 (Air)      | 6      | 4  | Victor 20-1610   | Version des Stückes aus der Warner-Bros.-Produktion Hollywood Canteen. |
| Swing and Sway with Sammy Kaye, Vocal Refrain by Billy Williams                                   | It Might as Well Be Spring (From 20th Century-Fox-Picture "State Fair") Oscar Hammerstein II, Richard Rodgers                 | 15.12.1945 (Juke Box) | 2      | 10 | Victor 20-1738   | Version des Stückes aus der 20th Century-Fox-Produktion Jahrmarkt der Liebe. |
| Swing and Sway with Sammy Kaye, Vocal Refrain by Billy Williams                                   | It Might as Well Be Spring (From 20th Century-Fox-Picture "State Fair") Oscar Hammerstein II, Richard Rodgers                 | 22.12.1945 (Air)      | 1      | 14 | Victor 20-1738   | Version des Stückes aus der 20th Century-Fox-Produktion Jahrmarkt der Liebe. |
| Swing and Sway with Sammy Kaye, Vocal Refrain by Billy Williams                                   | You Always Hurt the One You Love Allan Roberts, Doris Fisher                                                                  | 27.01.1945 (Juke Box) | 1      | 10 | Victor 20-1606   | |
| Swing and Sway with Sammy Kaye, Vocal Refrain by Billy Williams & Nancy Norman                    | Good, Good, Good (That’s You, That’s You) (From Warner Bros.-Picture “Hollywood Canteen”) Allan Roberts, Doris Fisher         | 11.08.1945            | 1      | 10 | Victor 20-1684   | „Good, Good, Good ist eine temperamentvolle Liebeserklärung, die mehr als nur einen Hauch von Leben beinhaltet. Doris Fisher und Allan Roberts schrieben die lebhafte Nummer, die in den 1940er Jahren zwei Hits hervorbrachte, von Xavier Cugat (Gesang von Del Campo) und von Sammy Kaye“. |
| Swing and Sway with Sammy Kaye with Sammy Kaye with Billy Williams, Nancy Norman & The Kaye Choir | Chickery Chick Sylvia Dee, Sidney Lippman                                                                                     | 27.10.1945            | 9      | 1  | Victor 20-1726   | Auch Gene Krupa and His Orchestra mit der Sängerin Anita O’Day nahm den Song 1945 auf. |
| Swing and Sway with Sammy Kaye with Sammy Kaye with Billy Williams, Nancy Norman & The Kaye Choir | Chickery Chick Sylvia Dee, Sidney Lippman                                                                                     | 03.11.1945 (Juke Box) | 8      | 1  | Victor 20-1726   | Auch Gene Krupa and His Orchestra mit der Sängerin Anita O’Day nahm den Song 1945 auf. |
| Swing and Sway with Sammy Kaye with Sammy Kaye with Billy Williams, Nancy Norman & The Kaye Choir | Chickery Chick Sylvia Dee, Sidney Lippman                                                                                     | 20.10.1945 (Air)      | 10     | 1  | Victor 20-1726   | Auch Gene Krupa and His Orchestra mit der Sängerin Anita O’Day nahm den Song 1945 auf. |
| Swing and Sway with Sammy Kaye, Vocal Refrain by Billy Williams & The Kaye Choir                  | Just a Prayer Away Charles Tobias, David Kapp                                                                                 | 14.04.1945            | 1      | 10 | Victor 20-1642   | Die Originalversion von “Just A Prayer Away” wurde 1944 veröffentlicht. Auch Tony Pastor und Charlie Spivak nahmen den Song 1945 auf. |
| Swing and Sway with Sammy Kaye, Vocal Refrain by Billy Williams & The Kaye Choir                  | Just a Prayer Away Charles Tobias, David Kapp                                                                                 | 02.06.1945 (Juke Box) | 1      | 13 | Victor 20-1642   | Die Originalversion von “Just A Prayer Away” wurde 1944 veröffentlicht. Auch Tony Pastor und Charlie Spivak nahmen den Song 1945 auf. |
| Swing and Sway with Sammy Kaye, Vocal Refrain by Nancy Norman                                     | I Can’t Begin to Tell You (From the 20th Century-Fox-Picture "The Dolly Sisters") Mack Gordon, James V. Monroe                | 15.12.1945 (Juke Box) | 2      | 14 | Victor 20-1720   | Weitere Version des Stückes aus der 20th Century-Fox-Produktion The Dolly Sisters. |
| Swing and Sway with Sammy Kaye, Vocal Refrain by Nancy Norman                                     | I Can’t Begin to Tell You (From the 20th Century-Fox-Picture "The Dolly Sisters") Mack Gordon, James V. Monroe                | 15.12.1945 (Air)      | 1      | 13 | Victor 20-1720   | Weitere Version des Stückes aus der 20th Century-Fox-Produktion The Dolly Sisters. |
| Swing and Sway with Sammy Kaye, Vocal Refrain by Nancy Norman                                     | Saturday Night (Is the Loneliest Night in the Week) Sammy Cahn, Jule Styne                                                    | 24.02.1945 (Juke Box) | 6      | 8  | Victor 20-1635   | |
| Swing and Sway with Sammy Kaye, Vocal Refrain by Nancy Norman                                     | Saturday Night (Is the Loneliest Night in the Week) Sammy Cahn, Jule Styne                                                    | 17.03.1945 (Air)      | 3      | 6  | Victor 20-1635   | |
| Swing and Sway with Sammy Kaye, Vocal Refrain by Nancy Norman                                     | There Goes That Song Again (From the Columbia-Picture “Carolina Blues”) Sammy Cahn, Jule Styne                                | 13.01.1945            | 2      | 8  | Victor 20-1606   | Version des Stückes aus der Columbia-Produktion Carolina Blues (1944), in dem es von Harry Babbitt und Kay Kysers Orchester dargeboten wird. |
| Swing and Sway with Sammy Kaye, Vocal Refrain by Nancy Norman                                     | There Goes That Song Again (From the Columbia-Picture “Carolina Blues”) Sammy Cahn, Jule Styne                                | 30.12.1944 (Juke Box) | 8      | 7  | Victor 20-1606   | Version des Stückes aus der Columbia-Produktion Carolina Blues (1944), in dem es von Harry Babbitt und Kay Kysers Orchester dargeboten wird. |
| Swing and Sway with Sammy Kaye, Vocal Refrain by Nancy Norman                                     | There Goes That Song Again (From the Columbia-Picture “Carolina Blues”) Sammy Cahn, Jule Styne                                | 27.01.1945 (Air)      | 2      | 11 | Victor 20-1606   | Version des Stückes aus der Columbia-Produktion Carolina Blues (1944), in dem es von Harry Babbitt und Kay Kysers Orchester dargeboten wird. |
| Swing and Sway with Sammy Kaye, Vocal Refrain by Nancy Norman & Billy Williams                    | I'll be Walkin' with My Honey (Soon, Soon, Soon) Buddy Kaye, Sam Medoff                                                       | 17.11.1945 (Juke Box) | 2      | 11 | Victor 20-1713   | |
| Swing and Sway with Sammy Kaye, Vocal Refrain by Nancy Norman & Billy Williams                    | I'll be Walkin' with My Honey (Soon, Soon, Soon) Buddy Kaye, Sam Medoff                                                       | 10.11.1945 (Air)      | 1      | 10 | Victor 20-1713   | |
| Swing and Sway with Sammy Kaye, Vocal Refrain by Nancy Norman & the Kaye Choir                    | Gotta be This Or That Suny Skylar                                                                                             | 11.08.1945 (Juke Box) | 7      | 6  | Victor 20-1684   | |
| Swing and Sway with Sammy Kaye, Vocal Refrain by Nancy Norman & the Kaye Choir                    | Gotta be This Or That Suny Skylar                                                                                             | 04.08.1945 (Air)      | 3      | 7  | Victor 20-1684   | |
| The Three Suns                                                                                    | Twilight Time Morty Nevins, Albert Tepper, Artie Dunn                                                                         | 13.01.1945 (Juke Box) | 1      | 19 | Hit 7092         | |
| The Three Suns                                                                                    | Twilight Time Morty Nevins, Albert Tepper, Artie Dunn                                                                         | 03.02.1945 (Air)      | 6      | 8  | Hit 7092         | |
| The Three Suns, Vocal by Artie Dunn                                                               | All of My Life Irving Berlin                                                                                                  | 28.04.1945 (Air)      | 1      | 10 | Hit 7126         | |
| Martha Tilton with Orchestra                                                                      | I’ll Walk Alone (From Universal-Picture “Follow The Boys”) Sammy Cahn, Juile Styne                                            | 30.12.1944            | 1      | 9  | Capitol 157      | Version des Stückes aus der Universal-Produktion Follow The Boys. Neben Dinah Shore (Victor), Mary Martin (Decca), Louis Prima (Hit) war auch die Sängerin Martha Tilton mit dem Song 1944 erfolgreich. |
| Martha Tilton with Orchestra, Tenor Saxophone: Eddie Miller                                       | I Should Care (From MGM Picture "Thrill of a Romance") Paul Weston, Axel Stordahl, Sammy Cahn                                 | 31.03.1945 (Air)      | 2      | 13 | Capitol 184      | Weitere Version des Stückes aus der MGM-Produktion Flitterwochen zu dritt. |
| Tommy Tucker Time, Vocal Chorus by Don Brown & The Three Two Timers                               | On the Atchison, Topeka and The Santa Fe (From "The Harvey Girls") Harry Warren, Johnny Mercer                                | 25.08.1945 (Air)      | 1      | 10 | Columbia 36 829  | |
| Jerry Wald & his Orchestra, Vocal Refrain by Dick Merrick                                         | Laura (From 20th Century-Fox Film "Laura") Johnny Mercer, David Raksin                                                        | 14.04.1945 (Air)      | 3      | 8  | Majestic 7129    | Weitere Version des Stückes aus der 20th Century-Fox-Produktion Laura. |
| Paul Weston & his Orchestra with Margaret Whiting                                                 | It Might As Well Be Spring (From 20th Century-Fox-Picture “State Fair”) Richard Rodgers, Oscar Hammerstein II                 | 01.12.1945            | 4      | 6  | Capitol 214      | Version des Stückes aus der 20th Century-Fox-Produktion Jahrmarkt der Liebe. Der Song wurde in den folgenden Jahren zu einem beliebten Pop- und Jazzstandard, gesungen etwa von Sarah Vaughan (mit Miles Davis), Ella Fitzgerald, Nina Simone, Frank Sinatra und Astrud Gilberto (mit Stan Getz). |
| Paul Weston & his Orchestra with Margaret Whiting                                                 | It Might As Well Be Spring (From 20th Century-Fox-Picture “State Fair”) Richard Rodgers, Oscar Hammerstein II                 | 15.12.1945 (Juke Box) | 2      | 14 | Capitol 214      | Version des Stückes aus der 20th Century-Fox-Produktion Jahrmarkt der Liebe. Der Song wurde in den folgenden Jahren zu einem beliebten Pop- und Jazzstandard, gesungen etwa von Sarah Vaughan (mit Miles Davis), Ella Fitzgerald, Nina Simone, Frank Sinatra und Astrud Gilberto (mit Stan Getz). |
| Paul Weston & his Orchestra with Margaret Whiting                                                 | It Might As Well Be Spring (From 20th Century-Fox-Picture “State Fair”) Richard Rodgers, Oscar Hammerstein II                 | 17.11.1945 (Air)      | 6      | 9  | Capitol 214      | Version des Stückes aus der 20th Century-Fox-Produktion Jahrmarkt der Liebe. Der Song wurde in den folgenden Jahren zu einem beliebten Pop- und Jazzstandard, gesungen etwa von Sarah Vaughan (mit Miles Davis), Ella Fitzgerald, Nina Simone, Frank Sinatra und Astrud Gilberto (mit Stan Getz). |